# Kína földrajza
Kína földrajza hatalmas területe, valamint mozgalmas geológiai múltja miatt rendkívül változatos. Az ország Ázsia központi (Belső-Ázsia) és keleti részén fekszik. Területe 9,6 millió négyzetkilométer*, egész Európa méreteihez hasonló. Kína Oroszország és Kanada után a Föld harmadik legnagyobb területű országa. Az ország felszíne két, világosan elhatárolható részre, a hegyekből és magas fennsíkokból álló nyugati, belső-ázsiai kétharmadra, valamint a nagyrészt síkságokból álló kelet-ázsiai egyharmadra.

## Természetföldrajzi elhelyezkedése
Az ország belső-ázsiai területeit északon az Altaj-hegység legdélebbi vonulatai és a Góbi-sivatag, (Tajhang)-hegység, délkeleten a Szecsuani medence nyugati peremláncai, míg nyugaton, délnyugaton és délen a Pamír-Karakorum-Himalája vonal határolják. Felszínét 3000-7800 méter magasságig emelkedő, részben erősen eljegesedett úgynevezett láncos röghegységek (Altaj, Tien-san, Kunlun), valamint általuk közbezárt félsivatagos-sivatagos magas fennsíkok és medencék (Tarim-medence, Dzsungária, Góbi, Tibeti-fennsík) váltakozása, a mérsékelt övezeti sztyepp és a sivatagi éghajlat (szélsőséges hőmérsékleti értékekkel és gyér csapadékkal), valamint uralkodóan a lefolyástalanság jellemzi. Ez a Föld egyik legnagyobb átlagmagasságú területe, ezért Magas-Ázsiának is nevezik időnként. Itt találhatók Földünk legnagyobb és legtipikusabb orográfiai (hegyrajzi) sivatagjai, amelyek nem a földrajzi szélességi lehelyezkedés miatt, hanem a tengerszint feletti magasság és a tengerektől való távolság miatt sivatagosodtak el.
Kína kelet-ázsiai területei a Nagy-Hingan hegységtől a Himalája keleti végéig húzódó vonaltól keletre fekvő, mintegy 3,5 millió km² területű földrajzi nagytájon helyezkednek el. Ide tartozik a csendes-óceáni partok mentén húzódó szigetvilág is. A táj felszíne változatos, de egészében közepes átlagmagasságú, felszíne nyugat-keleti metszetben olyan „lépcsővidékre” hasonlít, amelynek legbelső lépcsője Belső-Ázsia peremét alkotja, a legkülső pedig a tengerparttal párhuzamos szigetíven helyezkedik el. A többnyire aszimmetrikusan kiemelkedett lépcsőfokokat főként alacsonyabb hegységek és fennsíkok, Mandzsúria, Dél-Kína, a Koreai-félsziget és Japán hegyláncai, valamint a Jünnan (Yunnan)-Kujcsou (Guizhou)i fennsík karsztvidéke alkotják. Közöttük alföldek, illetve peremtengerek fekszenek. Szigetíves része (Kuril-szigetek, Japán-szigetek, a Rjúkjú-szigetek) a Cirkumpacifikus-hegységrendszerhez, a csendes-óceáni tűzgyűrűhöz tartozik, ahol ma is aktív a tűzhányó-tevékenység. Éghajlatát a monszun befolyásolja. A terület Kínán kívüli része politikailag Japánhoz és a két Koreához tartozik.

## Politikai földrajzi elhelyezkedése
Határos államai: Észak-Korea (Koreai Népi Demokratikus Köztársaság), Oroszország, Mongólia, Kazahsztán, Kirgizisztán, Tádzsikisztán, Afganisztán, Pakisztán, India, Nepál, Bhután, Mianmar (Burma), Laosz és Vietnám. A kínai szárazföldet keleten és délen a Pohaj-tenger (渤海, Bóhǎi), a Sárga-tenger (黃海道, Huánghǎi), a Kelet-kínai-tenger (东海, Dōnghǎi) és a Dél-kínai-tenger (南海, Nánhǎi) szegélyezi**. A kínai felségvizeken több mint 5000 sziget fekszik, amelyek közül a két legnagyobb Tajvan (台湾, Táiwān) és Hajnan (海南, Hǎinán).
Kínának lezáratlan területi vitái vannak Indiával, egy szigetcsoport hovatartozásáról Japánnal, valamint a Dél-kínai-tenger egyes szigetcsoportjainak kérdésében Délkelet-Ázsia országainak nagy részével. Egészen az 1997-es megegyezésig az orosz-kínai határnál fekvő bizonyos területek hovatartozása is vitatott volt. Az 1960-as és 70-es években a Kínai Népköztársaság (KNK) kemény, konfrontatív külpolitikát folytatott, ami véres incidensekhez vezetett a kínai–szovjet, a kínai–indiai és a kínai–vietnámi határok mentén. Az utóbbi egy-két évtizedben a KNK a viták békés rendezésének útját választotta, s a vitatott területek hovatartozásáról szakértői tárgyalásokon szándékozik megegyezésre jutni a szomszédaival. Tajvant, a Dunántúl méretű, 21 milliós lakosságú szigetet a Kínai Népköztársaság saját részeként tartja számon, de az nem áll Kína ellenőrzése alatt.
A mai Kína területének jelentős részét csak az utóbbi néhány évszázadban foglalták el a kínai császári seregek. Ilyenek például Nyugat- és Észak-Kína nagy, ma is főleg nemzeti kisebbségek által lakott részei, például Tibet (西藏, Xīzàng) és Kelet-Turkesztán (新疆, Xīnjiāng).

## Földtörténete
Belső- és Kelet-Ázsia legnagyobb része geológiailag nagyon idős képződményekből áll (a legidősebbeket mintegy 3,6 milliárd évesnek határozták meg). A prekambriumi kőzetek (gneiszek, kristályospalák) fő tömege a mélyben található, ahol több nagy ősmasszívumdarabot azonosítottak. Ezeket gyakran több ezer méteres üledéktakaró fedi be. Ezek a mikrokontinentális lemezek kialakulásuk szerint eltérőek: a legnagyobb – főként Észak- és Északkelet-Kína, valamint a Koreai-félsziget aljzatát alkotó – ún. Kínai-koreai-masszívum, valamint Belső- és Külső-Mongólia aljzata zömmel 2,0-0,8 milliárd éves (de vannak 3 milliárd évesnél idősebb részeik is), míg a Dél-Kína északabbi részének, valamint Belső-Ázsia fennsíkjainak és medencéinek mélyében fekvő ősföldek (a Jangce-, valamint a Tarim-, Cajdam-, és Dzsungáriai-masszívum) „csak” mintegy 0,7 milliárd évesek.
Jelentősen különböznek az ősi kőzetekre települt fiatalabb rétegsorok is, melyek közös vonása viszont a későbbi szerkezeti mozgások hatására bekövetkezett mozaikszerű összetöredezettség. A mélységi lemezdarabok egymással, valamint az északabbi Angara-pajzzsal való ütközései az archaikum végi és proterozoikumi bajkáli, kaledóniai, majd variszkuszi hegységképződés időszakában hatalmas hegyláncok, a mai láncos röghegységek elődeinek létrejöttét eredményezték.
A nagy kiemelkedéseket jelentős mértékű magmás tevékenység és kőzetátalakulás kísérte, a magasra kiemelt hegységekről pedig nagy tömegű üledék erodálódott és halmozódott fel a hullámos felszínű masszívumokon. Ennek eredményeképpen forrt össze a mai Belső- és Kelet-Ázsia az eurázsiai őskontinenssel. Az archaikum végén ez a szárazulat a közben egységesült Pangea északkeleti részét alkotta, keletről és délről a Panthalassza öblözete, a Tethys-tenger határolta, melynek sekély és mély tengeri övezeteiben nagy tömegű tengeri üledék halmozódott fel; ez alkotja ma például jünnan (yunnan)-kujcsou (guizhou)i-fennsík devon-triász mészkőtakaróját.
A Tethystől délre a Gondwana szárazulata terült el, melynek már a triászban megkezdődött a Pangeától való elszakadása, miközben fokozatosan maga is részekre tagolódott. A Gondwanáról elsőként leszakadt kis mikrokontinensek egyike a mai Tibet volt, ezt növényi és állati kövületek, főként a mai zárvatermők ősének tekinthető, jellegzetesen gondwanai Glossopterisek bizonyítják. Tibet még a triász végén összekapcsolódott Ázsiával, miközben a köztük levő óceáni típusú lemezrész a Jangce-masszívum alá bukott, az ott húzódó ofiolitövezet tanúsága szerint éppen a mai Jangce felső szakasza mentén. Az eocén végére India kontinentális tömbje is elérte Eurázsiát, és ezzel megkezdődött a Himalája kialakulása. Az ütközés és az alábukás nyomán 65–70 km-es, az átlagosnál kétszer vastagabb szárazföldi kérgű lemezrész keletkezett, aminek következtében Tibet és az őt környező masszívumok, valamint az egykori kaledón-variszkuszi hegységek tönkfelszínei izosztatikusan nagy magasságba kiemelkedtek. Mivel ez a közel egyenletes csúcsmagasságot eredményező kiemelkedés nagyjából a régi csapásirányok mentén történt, az újra kiemelt vonulatok - melyek szerkezetileg röghegységek - kinézetükben a fiatal gyűrthegységekre hasonlítanak, ezért őket gyűrt vagy láncos röghegységeknek nevezzük. Ugyanakkor az Eurázsiai-lemez és az Ausztrál-indiai-lemez közeledése és ütközése Tibet kelet felé mozgását eredményezte, ami viszont áttételesen hozzájárult Dél-Kína feldarabolódásához és megemelkedéséhez is. A vulkánosság alacsony szintje e térségben részben ugyancsak a kéreg vastagságával magyarázható.
A harmadidőszak legvégén és a negyedidőszakban a Himalája kiemelkedése rendkívül intenzív volt. A hegyvonulat északi oldalán 5900 m magasságban (ahol ma -9 °C a középhőmérséklet) a pliocén kavicstakaróból himalájai cédrus (Cedrus deodara) és egy tölgyfaj (Quercus semicarpifolia) maradványai kerültek elő; ezek a fajok ma a déli oldalon 2500 m magasságban, 10 °C középhőmérséklet mellett élnek. Az emelkedés a felső pliocén óta tehát legalább 3400 m-es volt, és ennek nagyobb része is a késő pleisztocénra esett. A kiemelkedés ma is tart, mértéke körülbelül 13–14 cm 100 évenként. A magas hegységek képződése az éghajlati rendszert is jelentésen átalakította: Tibetet elzárta a meleg, nedves légtömegek elől. A légkörzés mai uralkodó rendszere, beleértve a monszun ilyen jelentős szerepét is, csak az Eurázsiai-hegységrendszer és Belső-Ázsia intenzív fiatal megemelkedését követően alakult ki.
Nagy területeken intenzív magashegységi eljegesedés alakult ki. Ennek következtében az alacsonyabb térszíneken rendkívüli méretű periglaciális kőzetaprózódás zajlott le, a hegységek saját törmelékükbe temetkeztek, a medencékben pedig helyenként 400-500 méter vastag törmeléktakaró halmozódott fel. A lehűlések csúcspontjain a hatalmas gleccserek nagy folyókat tápláltak, melyek mélyen behatoltak a mai sivatagokba, nagy belső deltáik maradványai ma is kimutathatóak. A finomabb törmelékekből épülnek fel Belső-Ázsia mai azonális homoksivatagjai, míg a legfinomabb, legmesszebbre eljutó porfrakció leülepedése óriási löszvidékeket hozott létre keletebbre.
A mai Délkelet-Kína területén is felerősödtek a mezozoikumban a szerkezeti mozgások. Az Eurázsiai-lemez szárazföldi kérgű lemezrésze alá bukó, óceáni kérgű Csendes-óceáni-lemez szubdukciójának kezdetén az úgynevezett indoszíniai hegységképződés hatására a terület szárazulattá vált, majd a jura végén és a krétában az úgynevezett jensani hegységképződés során létrejöttek a szárazföld peremén húzódó pacifikus láncok ősei, magmabenyomulások és heves tűzhányó-tevékenység kíséretében.
Kelet-Ázsia többi részén is erősen tagolt domborzat alakult ki. Helyenként felboltozódott az ősi alapzat, mint a Koreai-félszigeten és a Santung-félszigeten. A belső-ázsiai láncos röghegységek folytatásában is kisebb vonulatok emelkedtek ki, a közöttük fekvő területeken pedig süllyedések zajlottak le. A kiemelkedések messze elmaradtak a belső-ázsiaitól, ezért keleten az eljegesedés szerepe és felszínformáló hatása is jóval csekélyebb volt. Helyenként heves tűzhányó-tevékenység alakult ki, mint a Csangpaj-hegységben, ahol nagy kiterjedésű lávatakarók figyelhetők meg.
Dél-Kínában a magasra kiemelkedett mészkőtakarón intenzív karsztosodás indult meg. A süllyedékekben a korábbi tengeröblöket a folyók által ideszállított sok hordalék hamarosan feltöltötte és létrejöttek a nagy alföldek. A szárazföld és a szigetek mai partvonala végül a jégkorszakok tengerszintváltozásait követően alakult ki.

## Nagy tájai
Kína változatos felszíne hatalmas, hármas lépcsővidéknek látszik, ahol a legbelső lépcső Belső-Ázsia pereme, a legkülső pedig a kontinenst övező szigetív; ennek alapján az ország területét korábban „belső”, „középső ” és „külső lépcsőre” osztották. A korszerű geológia már nem tartja e tájat klasszikus értelemben vett lépcsővidéknek, azonban a korábbi felosztás és elnevezések hagyományossá váltak.
Kína Belső-Ázsiához tartozó nagy tájegységei (Hszincsiang (Xinjiang), Tibet, Belső-Mongólia) könnyen elhatárolhatóak. Kína kelet-ázsiai területének fő tájegységei pedig az Északkelet-kínai-alföld, a Lösz-fennsík, a Kínai-alföld, a Jangce medencéinek vidéke, a Dél-kínai-hegyvidék, a dél-kínai karsztterületek, valamint Dél-Kína alföldjei, partvidéke és a kínai szigetek.

### Hszincsiang(Xinjiang)
Hszincsiang (Xinjiang), régi nevén Kelet- vagy Kínai-Turkesztán, mintegy 1,5 millió km² kiterjedésű tájegység, amely nagyjából megegyezik a Hszincsiang-Ujgur Autonóm Területnek nevezett, tartományi szintű kínai közigazgatási egységgel. Fővárosa Ürümcsi.
Északnyugaton az úgynevezett Közép-ázsiai-peremhegyvidék, északkeleten a Mongol-Altaj, délen pedig a Kunlun és az Altin-tag hegyvonulatai határolják. A Tien-san hegylánca két nagy kiterjedésű medencére, az északi Dzsungáriára és a déli Tarim-medencére osztja.

#### Dzsungária
A háromszög alakú Dzsungária alapzata prekambriumi, melyre részben tengeri, részben szárazföldi eredetű üledék rakódott. Törmelékekkel, homokkal borított hullámos felszíne északkeletről délnyugat felé 1000 méterről 200 méterre süllyed. A medencét északkeleten a Mongol-Altaj, délen a Tien-san és a belőle kiágazó vonulatok meredek falakkal zárják le, a háromszög északnyugati oldalán fekvő, nagyjából kelet-nyugati csapású, a Közép-ázsiai-peremhegyvidékhez tartozó proterozoikumi röghegységek között azonban tágas átjárók vezetnek Közép-Ázsia felé, közülük a leghíresebb a 70 km hosszú, pár km széles, 200 méteres magasságban fekvő Dzsungár-kapu. Ez a hegyszoros Kazahsztán és Kína határán évezredek óta fontos közlekedési útvonal, a nomádok népvándorlásának egyik fő útja, ezért „népek kapuja” néven is emlegetik. A röghegységek közül az északabbi, 300 km hosszú Tarbagataj 2992 m-re magasodik, ma már nem borítja örök hó, a délebbi, 400 km hosszú, 4464 méteres csúcsú Dzsungár-Alatauról azonban több kisebb gleccser is indul.
Dzsungáriát részben mérsékelt övezeti sztyepp borítja, szárazságtűrő libatopokkal és tamariskafélékkel, a medence közepén pedig nagy kiterjedésű homoksivatag terül el. A hegyek oldalain 1500–2200 m között nyár- és fenyőerdők (rezgő nyár, szibériai vörösfenyő, szibériai luc), lábaiknál pedig az olvadékvizekből nyomán dús füvű rétek, legelők terülnek el. A medence legészakibb részét, a Fekete-Irtis völgyét – mely egy másik fontos átjáró északnyugat felé – leszámítva a medence lefolyástalan. Rövid folyói a sivatagban, vagy sós tavakban végződnek. Tavai közül legismertebb a Borohoro-hegység északi lábát övező szerkezeti árokban 189 m magasan fekvő, 1040 km² területű Ebi-tó.
Éghajlata szélsőségesen kontinentális. A januári középhőmérséklet -20 °C, a júliusi középhőmérséklet 25 °C, jelentős a hőmérséklet napi ingadozása is. Az fagyos napok évi száma (200) meghaladja a fagymentesekét. Az éves csapadék alig 200–300 mm.

#### Tien-san
A hatalmas hegységet Kína határa a legmagasabb és legjobban eljegesedett részén, a Központi-Tien-san területén szeli át. Itt találhatók legmagasabb csúcsai, a Győzelem-csúcs (7439 m) és a Hantengri (6995 m), melyek közeléből számos gleccser ereszkedik alá. Kelet felé tovább haladva a hegység egyre jobban szétágazik és alacsonyodik, bár sok csúcsa még itt is meghaladja a 4000-5000 métert. Északnyugat felé ágazik ki a 400 km hosszú, 3000 m fölé magasodó Boroboro-hegység; közte és a Tien-san főága között húzódik a Balkas-tóba torkolló, 1380 km hosszú Ili folyó lösszel fedett termékeny völgye, jelentős mezőgazdasági terület.
A Tien-san három legkeletibb vonulata közül az északi Bogdo-hegységet – melynek 5445 m-ig magasodó keskeny gerince erősen el van jegesedve – a tőle délre fekvő, kissé alacsonyabb Csol (Qol)-hegységtől mély szerkezeti árok választja el. Ebben az árokban található a Turfáni-mélyföld, a világ negyedik legmélyebb szárazföldi területe, 154 méterrel a tenger szintje alatt. Legmélyebb részét egy nyáron kiszáradó, elmocsarasodott sóstó tölti ki. Itt van Kína legforróbb területe: évente átlagosan 146 olyan napon haladja meg a hőmérséklet a 30 °C-t. Az abszolút maximum a 2000-es évekig pedig 47,6 °C volt. Csapadéka csak évi átlag 16 mm. Hasonló a kissé keletebbre, 80 m magasan fekvő Hámi-medence. Ilyen éghajlat mellett a két medencében az életfeltételeket csak az évszázadok óta folyó, karézekből (föld alatti csatorna-alagutakból) történő öntözés képes biztosítani.
A Csol (Qol)-hegység és a Tien-san délebbi, harmadik ága, a 2000 m-t már alig meghaladó Kuruk-hegység között egy további medencében, 1048 m magasan fekszik az 1330 km² területű Boszten-tó, melynek enyhén sós vizét a Koncse-darja vezeti le a Lop-nór medencéje felé.

#### Tarim-medence
Az lefolyástalan, 530 000 km² területű medencét 5000 m-nél magasabb hegyláncok veszik körül; északon a Tien-san, nyugaton a Pamír, délen a Kunlun és az Altin-tag, keleten a Pej (Bei) hegység. Felszínét a környező hegyvidékek lepusztulásából származó törmeléktakaró borítja. Központi része a Takla-Makán homoksivatag, magas mozgó barkánokkal, homokdűnékkel. Keleti részén terül el a sós-agyagos Lop-sivatag a kiszáradt Lop-nór tóval. A medence peremén, a hegylábaknál oázisok gyűrűje található.

#### Tibet
A sok évszázadon át „rejtélyesnek” tekintett Tibet földrajzi fogalma (sem) egyértelmű. A legtágabb értelemben vett Tibet (kínaiul Hszicang (Xizang), más néven Csinghaj (Qjnghai)-tibeti-fennsík) 2,3 millió négyzetkilométeren fekszik, nyugat-keleti irányban a Pamírtól a Szecsuani-medencéig, észak-déli irányban a Tarim-medencétől a Himalájáig terjed. A Föld legnagyobb átlagmagasságú területe: kelet-nyugati csapású, 5000-6000 méteres, helyenként a 8000 métert is megközelítő hegyláncai között 3000–4500 m magasan fekvő medencék vannak. A szűkebb értelemben vett Tibet, azaz a tulajdonképpeni Tibeti-fennsík ennek csak a Kunlun és a Transzhimalája közötti része.
Társadalom-földrajzi szempontból viszont Tibetnek a fentiektől némileg eltérő, a tibeti nép által lakott, az indiai Ladaktól a Brahmaputra felső folyásáig, a Cangpo völgyének keleti részéig terjedő területeket szokás nevezni.
Közigazgatásilag a terület a tartományi szintű Tibeti Autonóm Területhez tartozik, Lhásza fővárossal.

#### Belső-Mongólia
A belső-mongóliai nagytáj és egyben Belső-Ázsia talán legismertebb és legjellegzetesebb vidéke a Góbi félsivatagos-sivatagos tája. Az egymillió négyzetkilométert jóval meghaladó, bizonytalan elhatárolású terület felszínén durva kőgörgeteggel, homokkal és agyaggal fedett, a szél által koptatott (deflációs) hullámos térszínek váltakoznak.
A Góbi délkelet felé fokozatosan megy a Belső-mongóliai-fennsík 1000-1500 méter magas, szintén hullámos felszínű vidékébe. A térszín fokozatosan magasodik a keleti-délkeleti peremláncok, köztük a Nagy-Hingan 1800-2000 méteres hegyei felé. A száraz sztyeppterületen sok deflációs mélyedés található, melyeket nagy számú, többnyire sós vagy szódás kis tó tölt ki. Helyenként kis szigethegyek emelkednek ki a harmadidőszaki vöröshomokkő-takaróból.
Jelentős területeket borít fiatal bazaltláva is, kisebb kúpok és takarók formájában, főleg Hszilin (Xilin) Gol (Sirin-gol) folyó mentén. Észak-északkeletre a szerkezeti mélyedéseket vastag negyedidőszaki üledékek fedték be. Itt található az 583 m magasan fekvő Bujr-tó. A fennsíkot keleten a Nagy-Hingan, délen pedig a Sárga-folyó völgye fölé meredek falakkal kiemelkedő, 1500–2300 m magas Jin (Yin)-hegység határolja, ami mintegy 500 km hosszan nyúlik el kelet felé.
A tartományi jogú Belső-Mongólia Autonóm Terület, mint közigazgatási egység déli határán, átnyúlva a szomszédos tartományokba is, terül el a történelmi jelentőségű Ordosz-fennsík a Sárga-folyó nagy kanyarulatában. A tartomány nyugati részén, a Sárga-folyótól nyugatra a 120 km hosszú, 3556 m-ig magasodó, észak-déli csapású Ala-san (más néven Holan (Helan)-hegység) idős kristályos kőzetekből álló vonulata emelkedik a folyó termékeny völgye fölé. Mögötte nyugaton a Góbi részét képező nagyobb homoksivatagok terülnek el, az egyikükben található a világ legmagasabb, 420 méteres homokdűnéje.
Délre, mintegy 1500 méter magasságban, immár Kanszu (Ganszu) tartomány területén halad a selyemút itteni, körülbelül 1000 kilométeres szakasza, a kanszu (gansu)i folyosó. Az évi mindössze 100–150 mm-es csapadék elegendő ahhoz, hogy a délre fekvő Csilien (Qilian)-hegységből érkező vizek táplálják a hegy lábánál lévő oázisokat, a selyemút ősi állomásait. A Csilien (Qilian)-hegység régi neve Nan-san, azaz Déli-hegység volt, éppen azért, mert a selyemúttól délre feküdt.
Belső-Mongólia nagytáját nyugatról a Pej (Bei)-hegység rönkje zárja le, és határolja el Hszincsiang (Xinjiang)tól.

##### Éghajlat, vízrajz, élővilág
Belső-Mongólia éghajlata főként mérsékelt övezeti sztyeppi, helyenként mérsékelt övezeti sivatagi. A januári középhőmérséklet -12 °C és -32 °C között mozog, a júliusi 17 °C-26 °C között, a magasságtól függően. Az évi abszolút hőingadozás a 90 °C-ot is eléri, de nagyon erős a napi ingadozás is. Gyakoriak a viharos szelek, porviharok, amelyek sok finom homokot szállítanak dél-délkelet felé. Ilyenkor az égbolt gyakran sápadt, fakó. A csekély csapadék (északkeleten 250 mm körül, délnyugaton 100 mm alatt) zöme nyáron hullik. Az első hó már szeptemberben megérkezhet.
A száraz medencék vízrajzát a lefolyástalanság jellemzi; a magasabb részekről helyenként leereszkedő, időszakos vízfolyások többnyire elvesznek a törmeléktakaróban vagy kisebb sós tavakat táplálnak. Kivételt ez alól csak a Sárga-folyó vízgyűjtője jelent, valamint északkeleten indul még néhány folyócska az Amur felé.
A szélsőséges és csapadékszegény éghajlat miatt a hatalmas tájon csak gyér növénytakaró van. Száraz füves puszták, félsivatagok és sivatagok váltakoznak a csapadékeloszlástól függően. A vidék fő növényfajai az ürömfélék, kakukkfű- és árvalányhajfajok, valamint a rendkívül lassan növő szakszaul, helyi nevén dzag, amely igen lassan növekszik. Az oázisokban nyárfacsoportok nőnek, a sok lefolyástalan, a vizenyős medencékben pedig mocsári vagy sziki növényzet él.
Állatvilága is szegényes, az óriási legeltetett állatállomány mellett főleg antilop- és szarvasfélék (köztük a szajga- vagy tatárantilop), tevék, szürke farkas, prémes állatok és rágcsálók (pl. mormota, ugróegérfélék) élnek itt; a vadlovak és vadszamarak száma erősen megcsappant.

### A Kelet-Ázsiához tartozó nagy földrajzi tájak

#### Az Északkelet-kínai-alföld és peremhegységei
Tulajdonképpen a történelmi Mandzsúria területén fekvő mai kínai nagytáj, magán az itteni alföldön kívül hozzá tartoznak az azt övező peremhegységek is: nyugaton a területet Belső-Mongóliától elhatároló Nagy-Hingan, északon a Kis-Hingan, délkeleten pedig a Csangpaj (Changbai)-hegység. Délen a Sárga-tenger nagy öblözete, a Pohaj-tenger alkotja az alföld határát. Területén közigazgatásilag három kínai tartomány szerveződött, Hejlungcsiang (Heilongjiang), Csilin (Jilin) és Liaoning.
A Nagy-Hingan mintegy 1700 km hosszú, nyugat felé lankásan lejtő, kelet felé viszont meglehetősen meredek, középhegységi jellegű vonulatának alapját a Kínai-koreai-masszívum és a paleozoikumi gránitbenyomulások alkotják. Az északon 1000-1200, délen 2029 m-ig emelkedő hegységet sokfelé fedik vulkáni anyagok is: délebbre mezozoikumi riolit- és trachit-, északabbra harmadidőszaki bazaltlávák. Az mély szurdokvölgyekkel tagolt hegységet tajga borítja, csakúgy, mint a rá közel merőlegesen húzódó, alapvetően variszkuszi eredetű, fiatalon újrakiemeIt, de mindössze 1060 m-ig magasodó Kis-Hingant, amely a medencét az Amur völgyétől választja el.
Maga az Északkelet-kínai-alföld mintegy 400 000 km² nagyságú, a mezozoikum óta süllyedő medencevidék, amelyben nagy vastagságú üledékek halmozódtak fel. Közepén egy vízválasztóként kiemelkedő néhány száz méter magas felboltozódás két részre osztja. A délebbi rész a Liao-alföld, mely északnyugaton magasabb, hullámos felszínű, homokkal fedett hegylábfelszín, délen pedig a névadó Liao folyó feltöltött alföldje, ahol a kainozoikumi üledékek vastagsága helyenként a 2000 m-t is meghaladja. A folyó deltája fokozatosan terjeszkedik a Pohaj-tenger rovására. Az északabbi rész a Szungari és a belé torkolló Nonni – kínaiul Szunghua (Songhua) és Non (Nen) – folyók 130–300 m magas, vastag üledéktakaróval fedett, hullámos, mocsarakkal és tavakkal tarkított alföldje, ahol Kína legnagyobb kőolajkészletei találhatók.
A Szungari a medencét északkeleten, a Kis-Hingan és a Csangpaj (Changbai)-hegység északi nyúlványai közötti völgyben hagyja el, és az Amur, valamint a belé torkolló Usszuri (kínaiul Vuszuli (Wusuli)) alluviális síkságán folytatja útját. Az 50000 km²-es terület Kínához tartozó részét e három folyó miatt Szancsiang (Sanjiang), azaz „Három folyó-síkságnak” nevezik. Délkeleti részén, a Szihote-Aliny vonulatát követő törésvonalban fekszik, mindössze 68 m-es tengerszint feletti magasságban, a 4380 km² területű, maximum 10 méter mély, az Usszuri felé lefolyásos Hanka-tó, melynek háromnegyed része már Oroszországhoz tartozik.
Az Északkelet-kínai-alföldet délkeleten a Csangpaj (Changbai)-hegység délnyugat-északkeleti csapásirányú, erdőségekkel fedett láncai határolják. A középhegység magassága átlagosan 1000-1500 méter. Az archaikumban és a paleozoikumban keletkezett kristályospalákból eredetileg a variszkuszi hegységképződés idején gyűrődött fel, majd lekopása után a krétától kezdve újra kiemelkedett. A törések mentén a pliocénban és a negyedidőszakban jelentős bazaltvulkánosság is lejátszódott, melynek kúpjai, lávatakarói és lávaárjai több mint 20 000 km²-nyi területet fednek be. Legmagasabb pontja a kínai-koreai határon magasodó Pektu-hegy, szintén vulkán. Délnyugat felé Csangpaj (Changbai)-hegység láncai fokozatosan lealacsonyodva a Liaotung (Liaodong)-félszigeten folytatódnak, végül a Pohaj-tenger sekély vizébe merülnek.

##### Éghajlat, vízrajz, élővilág
Az Északkelet-kínai-alföld és peremhegységeinek éghajlata nedves kontinentális. Az évi középhőmérséklet északról (-4 °C) dél felé (8 °C) jelentősen növekszik. A januári középhőmérséklet északon -24 °C és -28 °C, délen -10 °C és -14 °C közötti), a júliusi középhőmérséklet 20 °C-24 °C). A fagymentes napok száma mindössze 90 és 150 között mozog. Dél felé haladva egyre erősebb a monszunhatás, nő a csapadék mennyisége (400–1000 mm), túlnyomó többsége nyáron hullik.
A növényzet gazdag, sok endemikus és jégkori maradványfajjal. Északabbi része az usszuri tajga, amelyben a tűlevelűek közül a szibériai vörösfenyő és a koreai cirbolya dominálnak, emellett a mandzsúriai dió (Juglans mandschurica), a kőris (Fraxinus mandschurica) és az amuri parásfa (Phellodendron amurense) is gyakori. Délebbre már a tölgy kerül túlsúlyba. A táj leghíresebb növénye a ginzeng (Panax ginseng). A még természetes állapotú síkságokon vegyes lombos erdők és a pázsitfűfélék uralkodnak. Nagy területeket ural a sajátos mocsári növényzet is. Az egész nagytáj Kína legerdősebb területei közé tartozik. A hegyvidékeken a barna erdőtalajok, a síkvidékeken a réti talajok, a vízmentesebb területeken a termékeny feketeföldek jellemzők. A táj egyre jobban benépesül, az emberi természetátalakítás egyre intenzívebb.
Állatvilágának legismertebb faja a legnagyobb macskaféle, a szibériai tigris helyi változata, az usszuri tigris.

#### A Lösz-fennsík és peremvidékei
A hagyományosan egyes számban Lösz-fennsíknak nevezett nagytáj tulajdonképpen számos elkülönült részből áll. Együttesen Földünk leghatalmasabb és leglátványosabb löszvidékét alkotja. Ugyancsak hagyományosan Kelet-Ázsiához sorolják, pedig szerkezetileg Belső-Ázsiához tartozik, a kínai tájat tagoló „belső lépcsőtől” nyugatra helyezkedik el. Területe, a lösszel többé-kevésbé fedett peremvidékeket, a fennsíkból kiemelkedő, lösztelen gerinceket is beszámítva mintegy 600 000 km². A mai Kína közigazgatásában a három úgynevezett „lösztartomány”, Sanhszi (Shanxi), Senhszi (Shaanxi) és Kanszu (Gansu) osztozik a területén.
A termékeny területeket már a korai kínai államalakulatok is fallal igyekeztek védeni a nomád népek északi támadásaitól, ezért a Lösz-fennsík északi határát a kínai nagy fal maradványai jelzik az Ordosz vidékén. Nyugaton a lösszel kitöltött völgyek mélyen beékelődnek a Csilien (Qilian)-hegység láncai közé. Délen a Csin (Qin) hegység határolja. Keleten a tulajdonképpeni „belső lépcső” több párhuzamos vonulata választja el a Kínai-alföldtől. DDNy-ÉÉK-i csapásirányú. aszimmetrikus vonulatai között változatos völgyek és medencék terülnek el. A részben prekambriumi metamorf, részben paleozoikumi üledékes kőzetekből (utóbbiak között vannak Kína legjelentősebb karbon-kori szénrétegei) építkező hegyvidék a mezozoikum végén lezajlott nagy jensani (yanshan)i szerkezeti mozgások során töredezett össze és emelkedett ki. Több csúcs meghaladja a 2000 m-t, sőt a Vutaj-hegy (Wutai) – „Kína szent hegyeinek” egyike – 3058 méteres. A legnagyobb vonulat a keleten a Kínai-alföld fölé meredek töréslépcsőkkel kiemelkedő, nyugat felé lankásabban ereszkedő Tajhang (Taihang)-hegység, melyet szűk, az alföld felől mélyen hátravágódott völgyek tagolnak. Északi részén, Pekingtől nyugatra emelkedik található a legmagasabb, 2870 méteres csúcsa. Nagyrészt erdős láncain jól megfigyelhető a függőleges övezetesség: 1200 m alatt tölgyek, feljebb nyár-, nyír- és fenyőfajok uralkodnak. Nyugatabbra, vele párhuzamosan fut a legjelentősebb szerkezeti eredetű völgy, melyben a Fen folyik délnyugat, a Sárga-folyó felé. Itt a hegyoldalakat és a köztes medencéket már egyre vastagabb lösztakaró fedi.
Magának a Lösz-fennsíknak az alapzatát a környező magaslatoknál kisebb mértékben kiemelt, töredezett tönkök alkotják, amelyekre változó vastagságban hatalmas tömegű lösztakaró települt. A lösz alól helyenként kibukkannak az alapzat magasabbra, a 3000 métert megközelítően kiemelt, erdőfoltokkal vagy füves pusztákkal fedett vonulatai.
Az átlagosan 100-150, de helyenként 300 métert is meghaladó vastagságú lösztakaró zöme a legelfogadottabb elmélet szerint a pleisztocén eljegesedések idején a mai Lösz-fennsíkot periglaciális jellegű területekről, főleg északi irányból a szél által ide szállított és a helyi sztyeppei növényzet által megkötött porból keletkezett. A löszképződés ma is folytatódik.
A legutóbbi évezredekben az éghajlat szárazabbá vált, majd főként antropogén hatások, a mezőgazdaság kialakulása, a 11. század óta folyó erdőirtás, intenzív legeltetés, a sztyeppek feltörése következtében felgyorsult a lösz eróziója, a fennsíkok feldarabolódása. A ritka, de heves esőzések nyomán a völgyekben hatalmas lösziszapfolyamok hömpölyögnek. A vízmosások folyamatosan hátravágódnak, mélyülnek, és különböző darabokra osztják a löszfelszínt.
Sajátosak a löszfennsíknak a karsztosodáshoz hasonló jelenségei is, amikor a csapadék hatására a löszben kutak, dolinák, sőt föld alatti alagutakon folyó iszap-patakok keletkeznek; felettük a löszfelszín természetesen beszakadhat. Az emberi tevékenység, a földutak használata, a löszfalakba vájt lakások szintén hozzájárulnak a löszfennsík felaprózódásához, kimosódásához. Ennek felismerése és a mezőgazdaság igényei vezettek a sok évszázada folyó teraszosításhoz, ami bizonyos fokig csökkenti az eróziót. Emellett üledékfogó gátak építésével, nagyszabású fásítási programokkal is igyekeznek visszafogni a lepusztulás folyamatát.
A kimosódott lösz a folyóvizeken túlnyomórészt a Sárga-folyóba jut, ami a nevét is hordalékáról kapta. Ennek a folyamnak a legnagyobb a kordaléktöménysége a világon: a Szanmen (Sanmen)-szorosnál egy köbméter víz átlagosan 37,6 kg hordalékot tartalmaz. Egyes esetekben, így 1977-ben mértek már 920 kg/m³-t is. Kisebb mellékfolyói időnként szinte teljesen egészükben iszapfolyásokká alakulnak át.
Az erózió által letarolt A letarolt és áthalmozott lösz egy része már a hegylábaknál felhalmozódik, így hordalékkúp-síkságok jönnek létre, 10–50 m vastag másodlagos lösztakaróval. Ennek a jelenségnek a legszebb példája a Vej (Wei) folyó kelet-nyugati irányú teraszos völgye, amely a fennsík déli peremén, a Csin (Qjn)-hegység északi lábánál húzódik. Ez a Sárga-folyó legnagyobb mellékfolyója, termékeny völgye a kínai kultúra egyik bölcsője. A mai Hszian városának környékén több dinasztia építette fel fővárosát. Itt találták meg a híres agyaghadsereget is.
A Lösz-fennsíkot gyakran érik földrengések, melyek különösen sok emberéletet követeltek a löszfalakba vájt lakásokban élők körében, mivel ezek a földrengések következtében gyakran beomlottak.

##### A Lösz-fennsík éghajlata
A helyi éghajlat a mérsékelt övi sztyeppi éghajlat enyhébb telű változata. A januárt -8 °C és -12 °C, a júliust 24 °C-28 °C közötti középhőmérséklet jellemzi. A főleg július és szeptember között hulló, heves felhőszakadásokból származó csapadék elérheti a 350–500 mm-t. Különösen tavasszal Belső-Mongólia felől erős szelek fújnak, gyakoriak a porviharok, ilyenkor napokig homályos, sárgásszürke az ég. Eredeti növényzete füves pusztaság, kisebb, délkelet felé gyarapodó erdőfoltokkal. Az erózió elleni küzdelem jegyében intenzív a fásítás, gyorsan növő nyár-, szil- és fűzfasorokkal, valamint egy borsófafajjal (Caragana korshinskii). Legkedvezőbb adottságú délen a Vej (Wei) folyó védett völgye, amelyet O °C januári és 28-29 °C júliusi középhőmérséklet jellemez, és ahol már örökzöld növényzet is megél. A völgy már évezredek óta kultúrtáj, természetes növényzete eltűnt.

#### Kínai-alföld
A Kínai-alföld, más néven Észak-kínai-alföld vagy -síkság, mintegy 400 000 km²-es területével Kelet-Ázsia legnagyobb alluviális síksága. Túlnyomórészt a Sárga-folyó töltötte fel a geológiai közelmúltban a Lösz-fennsíkról lemosott termékeny talajjal. Tengerszint feletti magassága túlnyomórészt nem éri el az 50 métert. Északról a Jensan (Yanshan)-hegység, nyugatról a Sanhszi (Shanxi) fennsík Tajhang (Taihang)-hegysége, keletről a Pohaj-tenger, a Santung-félsziget  (Shandong-félsziget) és a Sárga-tenger, délről pedig a Jangce (Yangtze) medencéje határolja. A síkság déli részét hagyományosan Központi-síkságnak (kínai: 中原, pinjin: Zhōngyuán) nevezik; itt volt a kínai civilizáció bölcsője.

#### A Jangce medencéi
Ázsia leghosszabb folyója a Tibeti-fennsíkon ered, felső szakaszán meredek szurdokvölgyekben vágja át magát a kelet-tibeti hegyvidéken, majd – szerkezeti mozgások okozta egykori kaptúrák, folyólefejezések következtében – kelet felé fordul. Szűk völgyeit időnként alfölddé szélesedő medencék váltják fel. Torkolatvidéke a Kínai-alföldhöz csatlakozik.
A medencék és az őket övező hegyvidékek geológiai alapzatát a folyóról elnevezett prekambriumi Jangce-masszívum alkotja. Erre települtek különböző, főleg mezozoikumi üledékek. Szórványosan magmás tevékenység nyomai is megfigyelhetők. A mai domborzat alapvetően a krétában, az úgynevezett jensan (yanshan)i hegységképződés során alakult ki, de a tektonikai mozgás azóta is élénk.
A Jangce a Jalung (Yalong) folyó torkolatánál ér Szecsuan (Sichuan) tartomány területére, és a Min-folyó (Minjiang) torkolatánál lép kis első nagy medencéje, a mintegy 260 000 km² területű Szecsuani-medence területére. A medence közepén egyesül a Csialing (Jialing) folyóval, innen a Jangce már bővizű folyamként halad tovább.
A medence a mezozoikumban lezajlott szerkezeti mozgások nyomán jött létre. Mai változatos felszíne harmadidőszaki törések mentén alakult ki. (A szerkezeti mozgások továbbra is folytatódnak: a 2008-as szecsuani földrengés 69 000 halálos áldozatot követelt, további 19 000 személy eltűnt, akik nagy része szintén életét veszthette.) A talaj főként vöröses színű jura és kréta időszaki homokkövek és agyagpalák mállásából keletkezett, ezért a táj Vörös-medence néven is ismeretes. Az innen származó hordalék a Jangce vizét is vörösre színezi.
A Jangce a Három-szurdokon keresztül hagyja el a Szecsuan (Sichuan)i-medencét és lép át a Középső-Jangce-medencék területére, melyek közül az első a Vuhan (Wuhan)i-medence. Itt a folyam völgye kitágul, medre 1–2 km-esre szélesedik, több ágra szakad és kanyargóssá válik. A feltöltött síkság korábban mocsárvidék volt. Legnagyobb tava a gátakkal és zsilipekkel szabályozott Tungting-tó (Dongting), amelynek területe a feltöltődés és az emberi tevékenység hatására ezer év alatt egykori 14 000 km²-es kiterjedésének körülbelül tizedére csökkent. A medencét északon-északkeleten alacsony hegyláncok zárják le; közülük legnagyobb az 1774 méter magas Tapie (Dabie)-hegység. Délen a Dél-kínai-hegyvidék kisebb vonulatai határolják. Az 1474 m magas Lu-san (Lu Shan) környéke népszerű üdülőhely. A következő medencében Kína legnagyobb édesvizű tava, a 2770 km² területű Pojang-tó (Poyang) a Jangce magas áradásakor az árvízi vésztározó szerepét töltheti be, csakúgy, mint a Tungting (Dongting)-tó.
Az Alsó-Jangce-medencék területén a folyam pár száz méteres magasságú rögsorok között halad. Medrében zátonyok és sziklaszirtek akadályozzák a hajózást. Nankingot elhagyva a hegyeket dombok váltják fel, majd a Nagy-csatorna keresztezése után kezdődik a Jangce deltavidéke, amelyet korábban tenger borított, csak a negyedidőszakban töltődött fel és kapcsolódott össze végleg a Kínai-alfölddel. A vidék legnagyobb tava, a 2300 km²-es Taj-tó (Tai-tó) (Nagy-tó) is tengeröböl volt, majd lagúnává vált, aztán vize kiédesedett. Átlagos mélysége csak 1,3 m. Vizét a Sanghajt is átszelő Huangpu-folyó vezeti le.
A síkságból számos 100–200 m körüli szigethegy is kiemelkedik. A Jangce végül két ágra szakadva, a saját hordalékából alig pár száz éve keletkezett, de már 1100 km² területű, asztalsimaságú Csungming (Chongming)-szigetet közrefogva széles tölcsértorkolatban ömlik a Kelet-kínai-tengerbe.

##### Éghajlatuk
A Középső- és Alsó-Jangce-medencéket monszun jellegű, csapadékos nyarú szubtrópusi éghajlat jellemzi. Észak felől kevésbé védettek, a tél viszonylag hideg (a januári középhőmérséklet 1-4 °C, -10 °C alatti abszolút minimumokkal), a nyár viszont forró (a júliusi középhőmérséklet 24-29 °C, 40 °C feletti abszolút maximumokkal). A csapadék 900–1500 mm, nagy része nyáron hullik. Télen havazás is előfordulhat. A sok csapadék gyakran okoz árvizeket.
A medencék és peremhegységeik növényzete gazdag. Jelentős az erdőségek aránya. Északra inkább a lombhullató, délre az örökzöld fajok vannak túlsúlyban. Gyakoriak a tölgyek (Quercus orientalis), a gesztenyefélék (Castanopsis sclerophylla), a kínai szúrósfenyő (Cunninghamia lanceolata). Megtalálható itt két híres harmadidőszaki maradványfaj (a jegenyefélék alcsaládjába tartozó Cathaya argyrophylla és a kínai mamutfenyő is. A táj nagy részét azonban a mezőgazdasági művelés már teljesen átalakította.

#### Dél-kínai-hegyvidék
A Dél-kínai~hegyvidék tágabb értelemben a Jangcétól délre a tengerpartig, illetve Kína határáig terjedő hatalmas terület összefoglaló neve, szűkebb értelemben inkább ennek csak keleti, uralkodóan nem mészkőből épült fele. Az utóbbi része jellegzetes röghegység, amelynek prekambriumi alapzatát és paleozoikumi letarolt tönkfelszíneit a mezozoikumban hatalmas gránitbenyomulások járták át. Felszínére a krétában és harmadidőszakban főleg vöröses homokkövek, kisebb részben mészkövek települtek. Az ismétlődő tektonikus mozgások jellegzetes sakktáblaszerű szerkezetet hoztak létre. Az egykori gránitbetörésekből a mállás és a jellegzetes hagymahéjszerű elválás, az exfoliáció következtében sokfelé úgynevezett gyapjúzsákok, lekerekített formák jönnek létre, míg másutt az intenzív erózió meredek falú csúcsokra darabolta őket. Utóbbira legszebb példa a Huang-hegység központi részének 72 hegyes csúcsból álló, 1841 m-ig magasodó festői sziklavidéke, mely Kína egyik legnagyobb természeti látványossága. A szikla mállásának termékei gyakran több tíz méter vastagságú vöröses rétegben halmozódnak fel a gránitdómok közötti medencékben.
A főleg DNy-ÉK-i csapásirányú párhuzamos vonulatok aszimmetrikusan, lépcsők sorozatát alkotva követik egymást a tengerpartig. A térség folyóhálózata egymásra merőleges szakaszokból áll, a kereszttörések mentén hátravágódó folyók kaptúra révén sorra eltérítették a hosszanti völgyekben futó elsődleges vízfolyásokat. A hegyvidék legmagasabb csúcsa 2158 méteres, az északnyugati Vuji (Wuyi)-hegységben található. Keleten a tengerpartot számtalan sziklasziget övezi, ezeken látványos abráziós formák figyelhetők meg.

##### Éghajlat
A Dél-kínai-hegyvidék éghajlata általában monszun jellegű, csapadékos nyarú szubtrópusi klíma, amely dél felé fokozatosan megy át szavanna éghajlatba. A tél enyhe, a januári középhőmérséklet északon 4 °C, délen 16 °C. Délen már csak a magasabb hegyekben fordul elő fagy. A nyár forró, a júliusi közép hőmérséklet 24-29 °C, 40 °C-t is meghaladó abszolút maximumokkal. A csapadék mindenhol meghaladja az 1200 mm-t, de a hegyoldalakon sokfelé az 1800 mm-t is; túlnyomó része március és június között hullik. Július és szeptember között időnként tájfunok tombolnak. A vízhálózat sűrű és a növényzet gazdag. A hegyvidékeket örökzöld lombos erdők borítják, amelyekben gesztenyefélék (Castanopsis sp.), fenyőfélék (Pinus massoniana) és bambuszok a jellemzőek. Az erdőkben megjelennek a liánok és az epifiton növények is. Az uralkodóak a sárga és vörös erdei talajok.A medencékben a természetes növényzet már teljesen visszaszorult, az öntözött rizsföldek és a nagy teaültetvények a jellemzőek. Jellegzetesek az ember alakította, a hegyoldalakon nagy magasságra felkúszó teraszok.

#### A dél-kínai karsztterületek

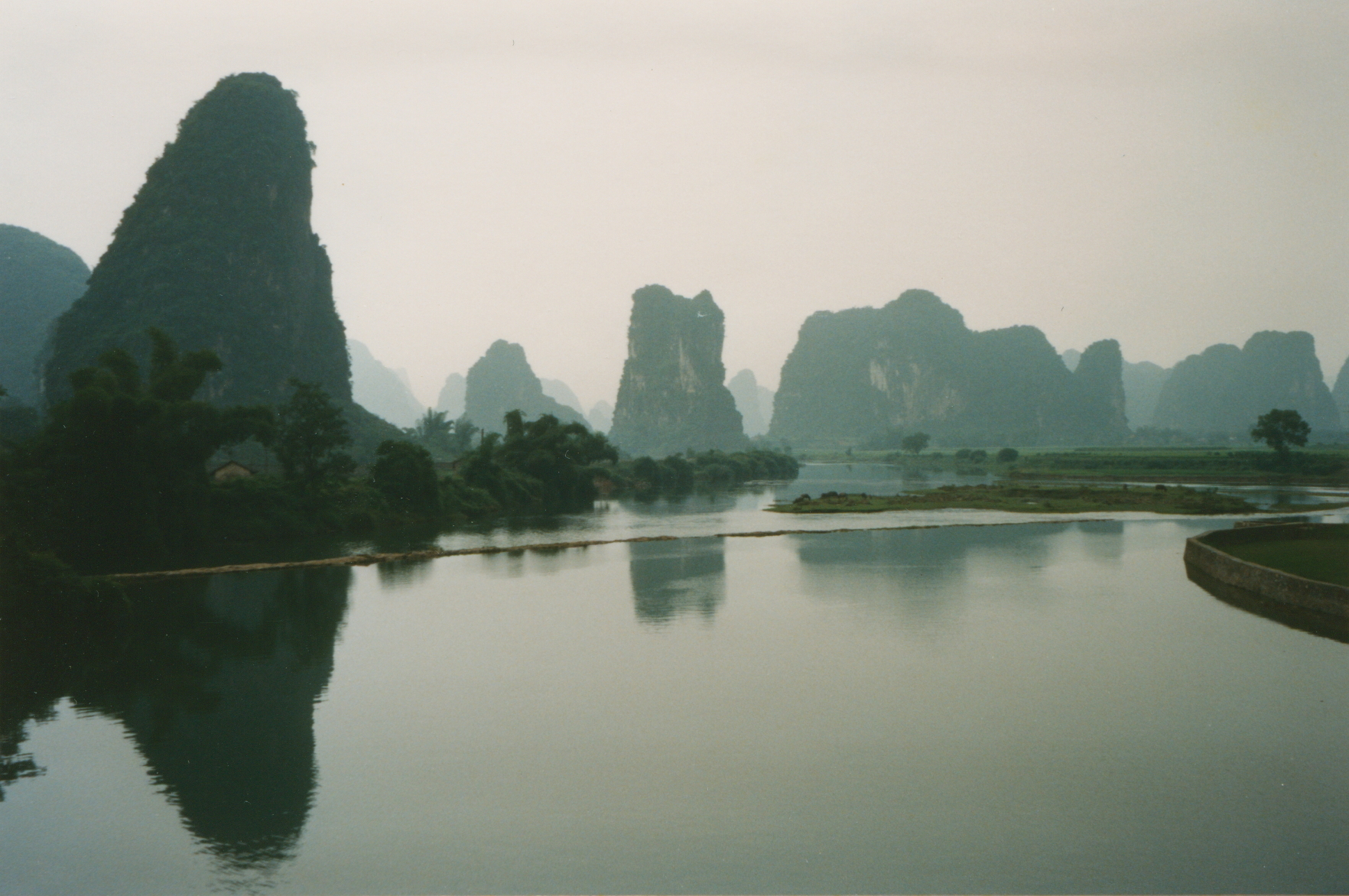
A Kuanghszi (Guangxi)-karsztvidék részlete

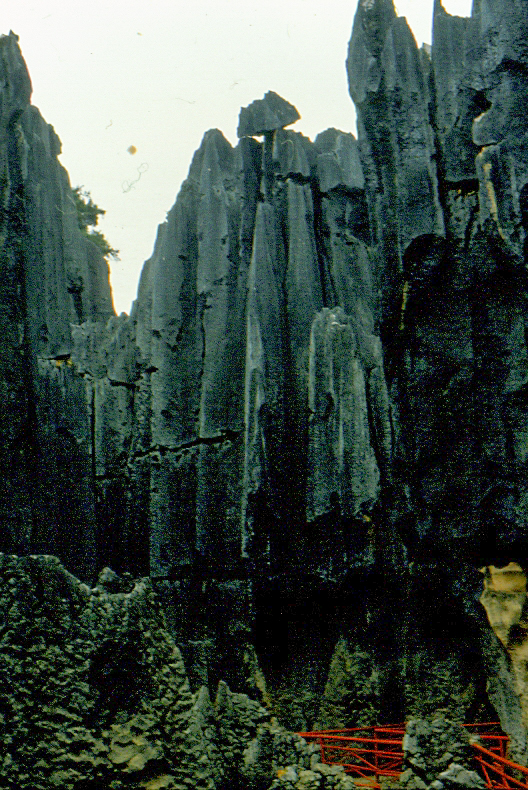
A Kőerdő részlete

A szűk értelemben vett Dél-kínai-hegyvidéktől nyugatra, a Kelet-tibeti-hegyvidékig húzódik a Föld legnagyobb (a Vietnám északkeleti részébe is átnyúló részekkel együtt mintegy 600 000 km2-es) karsztvidéke, melyet az alapzatot alkotó prekambriumi Jangce-masszívumra a paleozoikumban és a mezozoikumban két fázisban is benyomult tengerek hoztak létre. Először a kambrium-ordovíciumban, majd a középső devontól a középső triászig 3–10 km vastagságban raktak le karbonátos üledékeket, túlnyomórészt mészköveket. A bonyolult szerkezeti mozgások nyomán felszínre került mészkőtömegekben a karsztosodás különösen a negyedidőszakban erősödött fel a gyors, 300–500 m-es kiemelkedés és a bő csapadék hatására.
A karsztvidéket a magasság és a formakincs alapján három részre szokás osztani: a Jünnani (Yunnani)- és a Kujcsoui (Guizhoui)-fennsíkra, illetve a Kuanghszi (Guangxi)-karsztvidékre. (Az első kettőt gyakran összevonják Jünkuj (Yungui)-fennsik néven.) Közülük a leghíresebb a legalacsonyabban, a tengerszinthez közel fekvő Kuanghszi (Guangxi)-karsztvidék, ahol a síkságokból szigethegyekként, illetve kisebb csoportokban bizarr mészkőtornyok emelkednek ki 50–300 m magasra.
A táj különleges karsztos képződményei az úgynevezett „kőerdők”, amelyek lényegében hatalmas méretű karrmezők. A nagy széndioxid-tartalmú csapadék által élesre mart, általában 5-25 méter magas, de alig néhány méter széles mészkőgerincek valóságos sziklalabirintusokat alkotnak. A legszebb kőerdő a tartományi székhelytől, Kunmingtói mintegy 80 km-re délkeletre perm időszaki mészkőben alakult ki, ma már a világörökség része.
Jünnan (Yunnan) tartomány nyugati-délnyugati része már nem a karsztfennsíkok közé tartozik, hanem a Kelet-tibeti-hegyvidék dél felé forduló folytatása. A tagolt hegyvidék részben a Himalája kialakulásához kapcsolódóan létrejött, erősen gyűrt fiatal hegyláncokból, részben pedig a velük összeforrt, újra kiemelődött paleozoikumi hegységekből áll, helyenként fiatal vulkanikus hegyekkel. A 4000–6000 m magas gerincek közötti mély völgyekben futnak dél felé Délkelet-Ázsia nagy folyói, a Salween, a Mekong és a Vörös-folyó. A szerkezetei völgyekben tavak is kialakultak, mint az 1980 méter magasan fekvő Örhaj (Erhai)-tó (250 km²). A tó partján, Tali (Dali) város környékén fontos márványbányák találhatók, amelyek jelzik, hogy itt is jelentős szerepet játszott a mészkő a hegyvidék felépülésében, hasonlóképpen a szomszédos karsztvidékhez.

##### Éghajlat

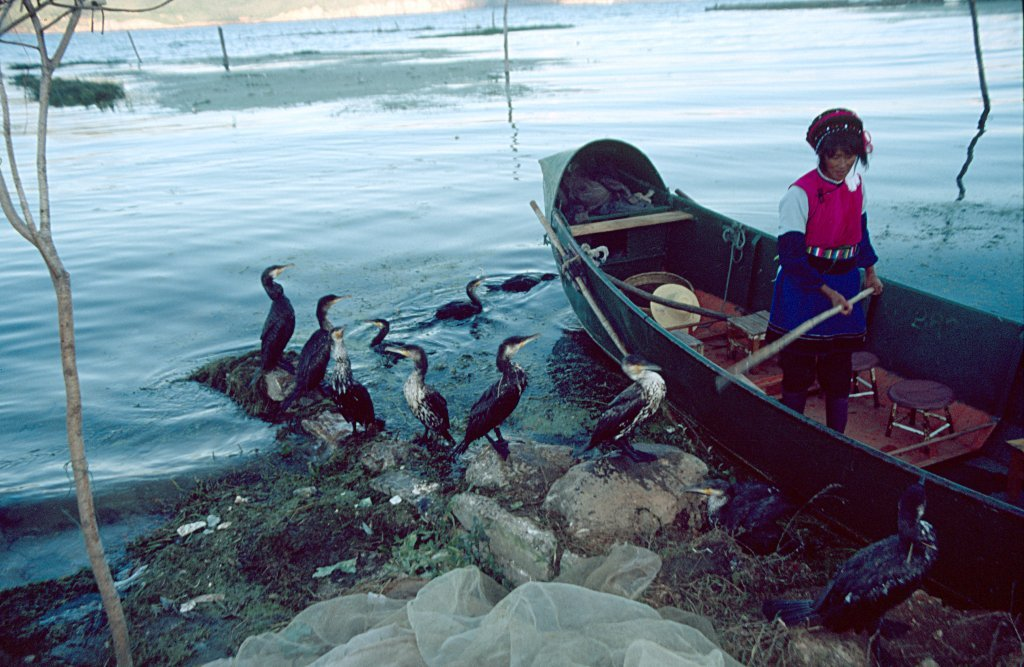
Halászó kormoránok „munka” után az Örhaj (Erhai) tavon

A fennsíkokat a csapadékos nyarú szubtrópusi éghajlat hegyvidéki változata jellemzi. Az esők 60%-a március és augusztus között esik le, de igazi száraz évszak nincs. A magasabb Jünnani (Yunnani)-fennsíkot az „örök tavasz”
vidékének is nevezik a csekély évi hőmérsékleti ingadozás miatt. (A januári középhőmérséklet 11-12 °C, a júliusi 19-21 °C); a napi hőingadozás viszont elég nagy. Az átlagos évi csapadék 800–1000 mm. Az alacsonyabb keletebbi Kujcsoui (Guizhoui)-fennsíkon a januári középhőmérséklet 4-6 °C, a júliusi pedig 20-24 °C, a csapadék 1000–1200 mm. A legmelegebb és legcsapadékosabb az alacsonyan fekvő Kuanghszi (Guangxi)-karsztvidék, ahol a júliusi közép hőmérséklet 25-27 °C, a januári pedig 8-10 °C, a csapadék 1500–2000 mm. A délnyugati hegyvidékek éghajlata már a tipikus dél-ázsiai monszunvidékhez sorolható.
A növényzet főleg örökzöld lombos erdőkből, bambuszokból és jünnani (yunnani) fenyőből (Pinus yunnanensis) áll. Nagy területeken uralkodnak áthatolhatatlan tüskés bozótok. Néhány különleges reliktum faj is megtalálható itt, mint a páfrányfenyő (Gingko biloba) vagy a galambfa (Davidia involucrata). Az erős talajeróziót az emberi beavatkozás, az antropogén hatások is erősítik. A medencék az intenzív művelés miatt kultúrtájakká váltak.
A helyi fauna különlegességei a cibetmacskafélék, a számbárszarvas és az ezüstfácán. A kínai kormoránt háziállatként tartják: a hosszú pórázon halászó madár bőrszíjjal átkötött nyakán fennakad az általuk elfogott hal, így az a gazda zsákmánya lesz.

#### Dél-Kína alföldjei, partvidéke és a kínai szigetek
A dél-kínai karsztvidék a tenger felé fokozatosan lealacsonyodik és átmegy a partvidéki alföldek és medencék térségébe. Ezeket a Hszi (Xi)-folyó (Nyugati-folyó) kapcsolja össze, amit világszerte általában Gyöngy-folyó néven ismernek, bár a helyiek ezt a nevet csak az északról érkező Pej (Bei)-folyóval (Északi-folyó) történt egyesülése utáni szakaszára alkalmazzák, lényegében a hatalmas deltavidék legnagyobb, 
Kanton városát is átszelő, majd tölcsérré szélesedő ágára.
Ez az erősen tagolt, mintegy 220 000 km-nyi terület részben a karsztvidékek mészkőtábláinak, részben a Dél-kínai-hegyvidék gránitos rögsorainak folytatása. A néhány száz méter magas vonulatok között vastag málladéktakaróval feltöltött síkságok, medencék fekszenek. A legmagasabb hegy 1704 méteres. A deltavidéktől nyugatra elterülő parti síkságból a pleisztocén kori bazaltkulkánosság eredményeképpen keletkezett, 13 000 km²-es Lejcsou (Leizhou)-félsziget ágazik ki dél felé, amit egy negyedidőszaki törés során keletkezett, mindössze 15–30 km széles szoros választja el Hajnan (Hainan) szigetétől.

##### Éghajlat
A dél-kínai partvidékek, valamint Hainan és Tajvan éghajlata szavanna jellegű, hosszú, csapadékos nyárral és rövid, száraz téllel. A januári középhőmérséklet 10-15 °C. A júliusi középhőmérséklet 25-28 °C, magas relatív páratartalommal. Az évi csapadék 1400–2000 mm között mozog, Tajvanon azonban átlag 2600 mm, sőt helyenként 5000 mm-t is meghaladó, az abszolút maximum pedig 8408 mm. Gyakoriak a nagy károkat okozó felhőszakadások és tájfunok.

##### Élővilág
A növényvilág gazdag, bár a legelterjedtebb laterittalajok nem igazán termékenyek. Örökzöld lombos erdők az uralkodóak, nagy a fajgazdagság, köztük dió- és gesztenyefélék (Platycaria, Engelhardtia, Castanopsis sp.) és az iparilag hasznosítható tungaolajat adó, a kutyatejfélékhez tartozó fajok (Aleurites sp.), jelentős részük azonban már másodlagos vagy telepített növényzet. A partokon mangroveerdő, a medencékben pedig sokfelé szavanna-növényzet figyelhető meg. Kína legdélibb részein számos trópusi faj is megjelenik (kakaófa-, eperfa-, podokarpuszfélék – Tarrietia parvifolia, Ficus retusa, Podocarpus nakai).
Tajvan növényzetének jelentős része endemikus fajokból áll (pl. Helicia forrnosana), gyakori az őshonos kámforfa (Cinnamamum camphora) is. A hegyoldalakon jellegzetes függőleges ővezetesseg figyelhető meg, 2000 m felett már hatalmasra növő, értékes tűlevelűekkel (Tsuga forrnosana, Cryptomeria taiwania).
A síkvidékeken és a teraszosított hegyoldalakon szinte minden cm²-t megművelnek, hiszen az éghajlat évi háromszori betakarítást is lehetővé tesz.

## Vízrajza
Kínának több mint 1500 folyója van. A domborzatnak megfelelően Kína fő folyói nyugatról keletre folynak. A legnagyobb közülük mind vízhozamban, mind hosszúságban a 6300 km hosszú Jangce (长江, Chángjiāng, „Hosszú Folyam”), amely a világ harmadik leghosszabb folyója. Tibetben ered, áthalad a „Kína rizsestáljának” is nevezett szecsuani- (四川, Sìchuān) medencén, majd a keleti alföldeken át a Kelet-kínai-tengerbe ömlik Sanghaj (上海, Shànghăi) közelében. A Jangcén épült a világ legnagyobb, sok vitát kiváltó gátja. Kína második legnagyobb folyója, a Sárga-folyó (黄河, Huánghé) 5400 km hosszú, a Tibet melletti Csinghaj (青海, Qīnghăi) tartományban ered, s az Észak-Kínai síkságon (华北平艕, Huábĕi píngyuán) átfolyva a Pohaj-tengerbe ömlik. Átlagos vízhozama egyhuszada a Jangce vízhozamának. A viszonylag kiszámítható Jangcével szemben a Sárga-folyó rendkívül szeszélyes, csak kis hajókkal hajózható, vízhozama nagyon változékony. Hatalmas mennyiségű sárga löszt hoz magával Észak-Kína löszfennsíkjairól (innen kapta a nevét is), ezt az alsó folyásánál lerakja, ezzel gyakran feltöltve medrét. A folyó a történelem folyamán rengeteg problémát okozott árvizeivel, mederváltoztatásaival. Ma is sok gond van vele, egyes helyeken például magasan a körülötte elterülő földek fölött folyik gátak közé szorítva, melyeket az iszaplerakódás miatt időről időre meg kell magasítani. A Sárga-folyó völgyét a kínai civilizáció bölcsőjeként tartják számon. Itt alakultak ki az első kínai államocskák, melyeket talán éppen a Sárga-folyó szabályozásának igénye hozott létre.
A Jangce és a Huangho mellett fontos folyam még a kínai-orosz határon folyó Hejlungcsiang (黑龙江, Hēilóngjiāng, „Fekete Sárkány-folyam”, orosz nevén Amur), a Dél-kínai-tengerbe ömlő Gyöngy-folyam (珠江, Zhūjiāng), valamint a Jangce és a Sárga-folyó között, velük nagyjából párhuzamosan folyó Huaj-folyó (淮河, Huaj-ho).
Fontos vízi út volt történelmileg a ma már a világörökség részét alkotó, 1800 km hosszú Nagy-csatorna amely a Jangce (Yangtze) alsó folyásának rizstermő vidékeit köti össze az észak-kínai politikai centrumokkal, Hangcsou (Hangzhou) városától Pekingig.

### Éghajlata

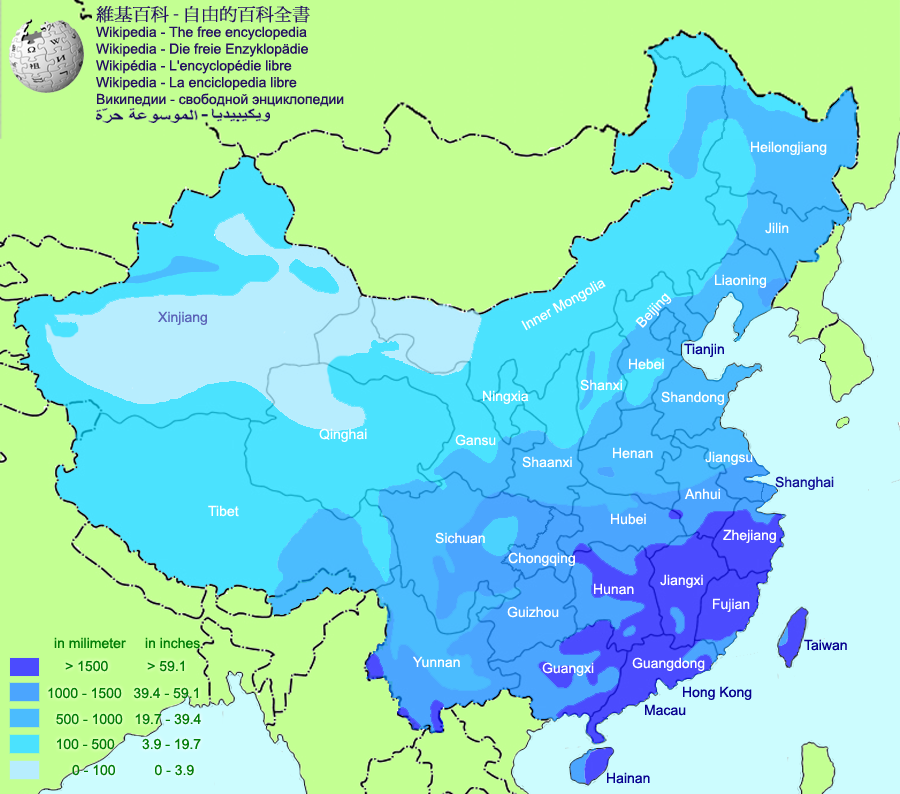
Csapadékmennyiség Kínában

Éghajlata a Köppen osztályozás alapján (angol nyelvű)

Kína éghajlata a nagy területi kiterjedés miatt igen változatos. Legnagyobb része szárazföldi éghajlatú, de déli területei már a tropikus és szubtropikus övezetben találhatók, míg északi területei a hideg övhöz fekszenek közel. A domborzatnak megfelelően Kínában jócskán találunk magashegységi, valamint sivatagi éghajlatú területeket is. Az ország déli és keleti területei monszun hatás alatt állnak: tavasszal és nyáron a Csendes-óceán felől érkező meleg monszun szelek sok csapadékot hoznak, így a nyár Kína nagy részén meleg és csapadékos. Télen viszont északnyugat felé haladva egyre szárazabb és hidegebb az időjárás. Tehát délkeleten a nyár forró és csapadékos, a tél enyhe és csapadékos, míg északnyugaton a nyár forró és csapadékos, a tél hideg és száraz. Természetesen egyes területeken a domborzat jelentősen módosítja ezeket a tendenciákat.

### Ásványkincsek
Ásványkincsekben Kína igen gazdag, ásványkincs-tartaléka a világon a harmadik legnagyobb. Gyakorlatilag a föld összes ásványa megtalálható az ország területén. Kínában bányásszák a világon a legtöbb kőszenet, itt állítják elő a legtöbb nyersvasat, míg nyersolajtermelésben Kína a világon az ötödik – ennek ellenére Kína vasércből is, kőolajból is behozatalra szorul. A különféle lelőhelyek elszórva találhatók Kína területén. A legnagyobb bányászati-kohászati központ Mandzsúria, vagyis Északkelet-Kína.

## Területi felosztás

### Külső- és Belső-Kína
Kínát hagyományosan Belső- és Külső-Kínára szokták felosztani. Külső-Kínához tartoznak a hatalmas területű, de csekély népességű nyugati és északi peremterületek: Tibet, Hszincsiang, Belső-Mongólia Autonóm Terület (内蒙古, Nèimĕnggŭ), Csinghaj, Ninghszia (宁夏, Níngxià) és Kanszu (甘肃, Gānsù). Belső-Kína részei a sűrűn lakott középső, keleti és déli tartományok. Megjegyzendő, hogy Mandzsúria, vagyis a Pekingtől északkeletre fekvő terület történelmileg Külső-Kínához tartozott, csak a 19. század végén, a 20. század elején vált Belső-Kína részévé a nagyarányú han betelepülés következtében. A két országrész között óriási a különbség:
- A már említett jelentős népsűrűségbeli eltérések lényegében a Belső- és Külső-Kína felosztásnak felelnek meg. A két régió területe nagyjából azonos, de Külső-Kína lakossága csak mintegy 5%-a egész Kína lakosságának;
- Belső-Kínára az öntözéses, intenzív földművelés jellemző, míg Külső-Kínára inkább a pásztorkodás és helyenként az öntözés nélküli földművelés;
- Külső-Kína domborzati viszonyai igen szélsőségesek, itt található a világ legmagasabb hegycsúcsa, a Csomolungma (珠穆朗玛, Zhūmùlángmă; 8848 m), a világ második legmélyebben fekvő szárazföldi területe, a Turfáni-mélyedés (吐鲁暚 盆地, Tŭlŭfān péndì, tengerszint alatt 154 m), a világ legjelentősebb sivatagjai közül néhány (Góbi, Takla-Makán), de vannak itt óriási mocsarak és sztyeppék is. Belső-Kínára ezzel ellentétben az alföldek, folyóvölgyek, szelídebb dombvidékek a jellemzők;
- A zord körülmények miatt Külső-Kínában nehéz a közlekedés, ezért a történelem folyamán nem jöhetett létre gazdasági integráció sem Belső-Kínával, sem Külső-Kínán belül. Az egyetlen nagyobb forgalmú út hosszú időn át a selyemút (丝绸之路, Sīchóu zhī lù) volt, amelyen a Kínai áruk eljutottak egészen Európáig. Belső-Kínában viszont a vízi utak sűrű hálózata már a középkorban nagyfokú gazdasági integrációt tett lehetővé;
- Belső-Kínát jórészt hanok lakják, míg Külső-Kínát – legalábbis egyelőre – különféle nemzetiségek, a kínaiakétól igen eltérő nyelvvel, kultúrával, szokásokkal stb.;
- A történelem folyamán Belső-Kína volt a tulajdonképpeni Kína, amely Külső-Kína egyes területeit időnként ugyan az adófizetőjévé tette, de szervesen nem kapcsolta őket a birodalomhoz. Külső-Kínát a mandzsu uralkodóház hódította meg Kínának a 18. században;
- Belső-Kínában a történelem folyamán a konfucianizmus, a mahájána-buddhizmus és a taoizmus honosodott meg, míg Külső-Kínában a lámaista buddhizmus és az iszlám;
- A KNK közigazgatási felosztása is tükrözi e kettősséget: míg Belső-Kína tartományokra van felosztva, Külső-Kína inkább ún. nemzetiségi autonóm területekre, illetve nemzetiségi autonóm körzetekre.

### Észak és Dél
Belső-Kínát további két részre lehet felosztani: Észak-Kínára és Dél-Kínára. Ezek szintén sok szempontból eltérnek egymástól. A kettő között a határ a nagyjából a Jangce és a Sárga-folyó között, velük párhuzamosan folyó Huaj-folyó vonala (kb. a 35. szélességi fok). A kínai történelem első évezredeiben a felosztás nagyjából megegyezett a két nagy folyam vízgyűjtő területével, azóta azonban mindkét régió jelentősen kitágult, Dél-Kína a déli tengerpartig és a délnyugati területekig, Észak-Kína pedig a kínai-orosz határig. A két terület lényeges eltérései a következők:
- Dél sokkal csapadékosabb, mint Észak, s Délen a csapadék eloszlása és a folyók vízjárása sokkal egyenletesebb, kiszámíthatóbb. Északon jóval gyakoribbak mind a szárazságok, mind az árviz;
- Dél-Kínában a fő mezőgazdasági termény a rizs, míg Észak-Kínában a búza és a köles;
- Dél-Kínát összevissza szabdalják a hajózható folyók és csatornák, míg északon inkább a szárazföldi közlekedés a jellemző;
- Észak-Kína nyelve viszonylag egységes, míg Dél-Kínában hat, egymás számára érthetetlen nyelvjárásban beszélnek az emberek;
- Délen és Északon is a hanok teszik ki a lakosság többségét, de közöttük is vannak különbségek. Az északiaknak a különböző északi nomád törzsekkel való keveredés miatt kissé más a testfelépítésük, átlagosan 5 cm-rel magasabbak a délieknél, s erőteljesebbek, súlyosabbak náluk. A déliek alacsonyabbak, gyengébb testalkatúak, de elmondható, hogy jobb érzékük van a kifinomult művészetekhez és az üzlethez;
- Nagy általánosítással az is elmondható, hogy Dél-Kína gazdagabb, fejlettebb, nyitottabb, de éppen ezért egy kicsit zavarosabb is, mint Észak-Kína.

### Közigazgatási beosztás
Közigazgatásilag az ország 32 tartományi jogú egységre oszlik:
- 4 központi fennhatóságú városra [直辖市, zhíxiáshì: Peking, Tiencsin (天津, Tiānjīn), Sanghaj, Csungking (重庆, Chóngqìng)];
- 5 nemzetiségi autonóm területre (民族自治区, mínzú zìzhìqū), és
- 23 tartományra (省, shĕng), Tajvannal együtt.

A nemzetiségi autonóm területek és a tartományok területe átlagosan 300 ezer négyzetkilométer, ami körülbelül három Magyarországnyi, illetve egy Lengyelországnyi vagy Olaszországnyi területnek felel meg. Természetesen a tartományok nem egyforma méretűek, Hszincsiang például egymaga nagyobb, mint Kína tizenhárom legkisebb tartománya együtt. A tartományok lakóinak száma is változatos: átlagosan mintegy 38 millióan élnek egyben, de a tengerparti, illetve alföldi tartományok ennél sokkal népesebbek, míg Külső-Kína nagy kiterjedésű, főleg nemzetiségek által lakott területein jóval kevesebben élnek. A legnépesebb tartományok: Honan (河南, Hénán, 92 millió), Santung (山东, Shāndōng, 87 millió) és Szecsuan (84 millió). A legkisebb lakosságú tartományi jogú egységek: Tibet (2,5 millió), Csinghaj (5 millió), Ninghszia (5,3 millió).

### Régiók
Különböző gyakorlati megfontolásokból Kínát a következő régiókra szokták osztani:
Észak-Kína (华北): Peking, Tiencsin, Hopej (河北, Hébĕi), Senhszi (山西, Shānxī), Belső-Mongólia Autonóm Terület
Peking és Tiencsin hatalmas, gazdag ipari és kereskedelmi központok. Kína tartományai közül Sanhsziban bányásszák a legtöbb szenet. Hopej inkább mezőgazdasági tartomány – ez látja el a fővárost élelemmel –, a viszonylag fejletlen Belső-Mongóliában pedig – ahol a lakosság kevesebb, mint 10%-a mongol – a jellemző külterjes gazdálkodás mellett nehézipari termelés is folyik. A száraz, kontinentális éghajlatnak megfelelően a régió legfontosabb mezőgazdasági terménye a búza, emellett jelentős még a kukorica-, köles-, zab- és kaoliang-termesztés*. Hopej egész Kínában első helyen áll gyapot-termelésben, Belső-Mongólia pedig állattenyésztéséről (ló, birka, marha, teve stb.) híres. A régió hagyományosan a hanok és az északi nomádok ütköző- és keveredési zónája volt, s hétszáz éve itt található Kína politikai központja.
Északkelet (东北): Liaoning (辽宁, Liáoníng), Csilin (吉林, Jílín), Hejlungcsiang (黑龙江, Hēilóngjiāng)
Hagyományosan ezt a területet nevezték Mandzsúriának, mivel ez volt a Kínát két és fél évszázadon át uraló mandzsu nép őshazája. Kínaiaknak eredetileg tilos volt itt letelepedni, de a 19. század második felében nagyarányú betelepülés kezdődött, s mára az őslakos mandzsuk gyakorlatilag beolvadtak a hanok közé. A kései han betelepülésnek köszönhetően Kína más tájaival ellentétben Északkeleten sok erdőség megmaradt. Mezőgazdaságilag a mérsékelt övi gabonafélék – búza, kukorica, kaoliang – a jellemzők, s ebben a régióban termelik a legtöbb szójababot, napraforgót, cukorrépát és almát. Mindazonáltal a régió leginkább az iparáról híres. A 20. század első felében a nyersanyag- és területhiányban szenvedő japánok a befolyási övezetükbe vont, ásványkincsekben igen gazdag Mandzsúriában építették ki bányászati és nehézipari bázisukat, s a KNK megörökölte ezt a bázist. Liaoning Kína legvárosiasodottabb tartománya, itt a legsűrűbb a vasúthálózat, itt bányásszák a második legtöbb szenet, székvárosának, Senjangnak (沈雅, Shĕnyáng) a gépgyártása egész Kína gépgyártásának az egynegyedét teszi ki. A Senjangtól nem messze fekvő Ansan (鞍山, Anshān) Kína legnagyobb kohászati központja, itt állítják elő a Kínában termelt acél egynegyedét. ekHejlungcsiangb található Kína legnagyobb olajmezeje, Tacsing (大庆, Dàqìng). Megjegyzendő, hogy jelenleg a régió igen nagy válságban van a hatalmas, elavult, állami tulajdonban lévő kohászati üzemek miatt.
Kelet-Kína (华东): Sanghaj, Santung, Csiangszu (江苏, Jiāngsū), Csöcsiang (浙江, Zhèjiāng), Anhuj (安徽, Anhuī), Csianghszi (江西, Jiāngxī), Fucsien (福建, Fújiàn)
Hagyományosan Kína leggazdagabb régiója, a viszonylag elmaradott, tengerparttal nem rendelkező Anhujt és Csiangszut kivéve. A Szung-kortól (10-13. sz.) kezdve itt volt Kína gazdaságának szíve, itt feküdtek a rizs- és teatermesztés, valamint a selyemgyártás és -kereskedelem legfontosabb központjai. A 19. századtól elsősorban az itteni tengerparti nagyvárosokat nyitották meg a külföldiek előtt, ennek következtében máig ide koncentrálódik a modern ipar nagy része. A régió legészakibb tartománya Santung, itt a búza-, szójabab-, kaoliang- földimogyoró- és gyapottermesztés jelentős, de a tartomány ipara, amelyet még a németek és a japánok építettek ki, szintén kiemelkedő. Sanghaj Kína legnagyobb és leggazdagabb városa, a tartományi jogú egységek közül itt a legmagasabb az ipari termelés. Csöcsiang Kína leggazdagabb, Csiangszu és Fucsien a 3. és 4. leggazdagabb tartománya (GDP/fő-t számítva). A Jangce deltájának vidéke Kína legsűrűbben lakott területe. Santung kivételével a régióra jellemző termény a rizs és a tea. Az egész vidéken a könnyűipar – különösen a textilgyártás – az uralkodó. Fucsien szemben fekszik Tajvannal, és a tajvaniak nagy része innen származik, így Fucsient igen szoros szálak fűzik a „szakadár tartományhoz”.
Közép-dél (中南): Honan, Hupej (湖北, Húbĕi), Hunan (湖南, Húnán), Kuangtung (广东, Guăngdōng), Kuanghszi-Csuang Autonóm Terület (广西, Guăngxī), Hajnan
Ebben a régióban igen különböző tartományok találhatók. Honanban, Kína legnépesebb tartományában – az egyik legkorábban benépesült területen – a mezőgazdaság az uralkodó, itt termelik a legtöbb búzát, dohányt és szezámot, s jelentős a gyapottermesztés is. Erre épül a tartomány könnyű- és élelmiszeripara. Hupejben főleg rizst és szóját termesztenek, és Vuhan, a tartomány székvárosa ma már nehézipari központ. Hunan tartomány a rizs, a tea és a gyapot földje, jelentős ipara egyelőre nincs. Kuanghszi hegyes-völgyes, nehezen megközelíthető tartomány, számos nemzeti kisebbség lakja, ipara jelentéktelen, a földeken rizst és cukornádat termelnek. Kuangtung viszont Kína második leggazdagabb tartománya, székvárosa, Kanton (广州, Guăngzhōu) egy ideig a kínai-nyugati kereskedelem kizárólagos központja volt. Kuangtung határos Hongkonggal és Makaóval, s a Hongkongi tőkebefektetések egyik legfontosabb célpontja. Rizst, édesburgonyát, cukornádat és trópusi gyümölcsöket termesztenek itt, s Kuangtungban állítják elő a kínai selyem egynyolcadát. A legfontosabb iparág a könnyűipar, különösen a textilipar. Kuangtungban található két dúsgazdag „különleges gazdasági övezet”. Hajnan, Kína második legnagyobb szigete, a 80-as években vált önálló tartománnyá és „különleges gazdasági területté”, trópusi éghajlatán főleg rizst termelnek.
Délnyugat (西南): Csungking, Szecsuan, Kujcsou (贵州, Guìzhōu), Jünnan (艕颇, Yúnnán), Tibet
Viszonylag elmaradott régió, Szecsuan (és a benne fekvő Csungking) kivételével csak az utóbbi évszázadokban vált Kína részévé. Csungking város nehézipari központ, 1997-ig Szecsuan tartományhoz tartozott (addig Szecsuan volt a legnépesebb tartomány), ekkor kapott tartományi jogú városi rangot. (A környező hatalmas mezőgazdasági területeket is Csungkinghoz csatolták, így papíron Csungking lett Kína legnagyobb városa.) A rizséről, selyméről és csípős ételeiről híres Szecsuan sokáig el volt vágva Kína többi részétől, csak a 20. században épültek ki idáig a vasútvonalak, s jórészt ma is mezőgazdasági tartománynak számít. Megjegyzendő, hogy Szecsuan nyugati fele földrajzilag és történelmileg Tibethez tartozik, a tartományhoz politikai okokból csatolták. A hegyes-völgyes Kujcsou Kína legszegényebb tartománya, jelentős részét nemzetiségek lakják, ipara elmaradott. Jünnan valamivel fejlettebb, mint Kujcsou, ásványkincsekben gazdag, s jelentős mennyiségű rizst és búzát termelnek itt. Jünnanban Kína 56 nemzetiségéből 22 megtalálható. A magas hegységek közé zárt Tibetben egészen a legutóbbi időkig szinte semmiféle ipari termelés nem folyt, a földeken pedig az árpa különböző változatait termelték. A történelem folyamán Tibet sokáig önálló állam volt – egy időben uralma nagyobb területre kiterjedt, mint a Kínai Császárságé –, csak a 18. századtól került valamelyest kínai befolyás alá, s a kínai központi kormányzat csak 1950-től gyakorol felette valódi hatalmat.
Északnyugat (西北): Senhszi (陕西, Shănxī), Kanszu, Csinghaj, Ninghszia-Huj Autonóm Terület, Hszincsiang-Ujgur Autonóm Terület
Senhszin kívüli területei Külső-Kínához tartoznak. Senhszi a kínai civilizáció bölcsője, valaha a kínai világ szíve volt, de később elmaradott mezőgazdasági tartománnyá vált. A senhszi löszföldeken főleg búzát, kölest, árpát termelnek, a tartomány iparilag fejletlen. Kanszu, Csinghaj, Ninghszia és Hszincsiang elmaradott, jórészt nemzetiségek által lakott területek, külterjes gazdálkodással. Hszincsiang jelentős része sivatagos, itt főleg oázisgazdálkodás folyik, a többi területen búzát, árpát, kölest, kaoliangot stb. termelnek, illetve állatokat tenyésztenek. Az utóbbi időben létrehoztak egy-két nehézipari központot Kanszuban és Hszincsiangban, de a régió arculatát ez nem változtatta meg lényegesen. Kanszu stratégiai jelentőségét az adta a történelem folyamán, hogy itt halad keresztül a „kanszui folyosó”, amely Belső-Kínát összeköti Belső-Ázsiával. Csinghaj történelmileg és földrajzilag Tibet része, politikai okokból tették önálló tartománnyá. Hszincsiang lakosságának jelentős része az ujgur nemzetiséghez tartozik, akik időről időre fellázadnak a kínai uralom ellen, sok gondot okozva ezzel a kínai kormányzatnak.

## Főbb városok
Kínában összesen 12 olyan város van, amelynek lakossága meghaladja a kétmillió főt, 22 városban pedig a lakosok száma egy- és kétmillió közé esik. A legnépesebb városok: Csungking (30 millió), Sanghaj (14 millió) és Peking (12 millió)*. 6.5 millió lakosa van az 1997-ben Kínához visszatért Hongkongnak, (香概, Xiānggăng), amelynek státusa: „különleges közigazgatási terület” (特别行政区, tèbié xíngzhèng qū), tehát kívül áll a tartományok rendszerén.

### Peking
A Kínai Népköztársaság fővárosa és politikai központja, itt vannak a központi párt- és állami szervek, (Államtanács, a Kínai Kommunista Párt Központi Bizottsága, Országos Népi Gyűlés) hivatalai, de emellett a város fontos ipari, kereskedelmi, turisztikai és kulturális központ is. Kína világhírű műemlékei közül sok Pekingben, illetve a környékén található, például a Tiltott Város (故宫, Gŭgōng), az Ég temploma (天坛, Tiāntán), a Nyári Palota (颐和艕, Yíhéyuán), a kínai nagy fal (长城, Chángchéng).

### Sanghaj
Kína legjelentősebb ipari és kereskedelmi központja, a tényleges városi lakosságot tekintve Kína legnépesebb, a Föld második legnépesebb városa. A múlt század közepéig jelentéktelen halásztelepülés volt, de miután az első ópiumháborút lezáró 1842-es nankingi szerződés alapján megnyitották a külföldi hatalmak előtt, gyors fejlődésnek indult, s néhány évtizeden belül a világ egyik legjelentősebb kikötővárosává vált. Ezt a szerepét máig megőrizte, egyike a világ tíz legnagyobb kikötőjének, emellett fontos ipari, kulturális és kereskedelmi központ. A tartományi jogú egységek közül itt a legnagyobb az ipari termelés, és itt a legmagasabb az egy főre jutó GDP (Hongkongot leszámítva).

### Kanton
(广州, Guăngzhōu) Dél-Kína legjelentősebb városa a 6.6 milliós Kanton, Kína második leggazdagabb tartományának, Kuangtungnak a fővárosa. Sanghaj és Tiencsin után a KNK harmadik legnagyobb iparral rendelkező városa, s mivel közel fekszik Hongkonghoz, fontos kereskedelmi központ is. Az 1839-42-es ópiumháború előtt Kantonon keresztül zajlott a kínai-európai kereskedelem nagy része, így a város hagyományosan nyitott, gazdag és nehezen ellenőrizhető.

### Hongkong
Hongkong jelentéktelen halászfalu volt egészen addig, amíg az 1842-es nankingi és az 1860-as pekingi szerződéssel Anglia ellenőrzése alá nem került a Hongkong-sziget, illetve az ezzel szemben fekvő Kaulung-félszigetet (九龙, Jiŭlóng). 1898-ban Anglia 99 évre bérbe vette a Kowloon melletti ún. Új Területeket is, amelyek így szintén a brit koronagyarmat részei lettek. Hongkong a második világháború után indult gyors fejlődésnek, amikor vetélytársa, Sanghaj a kommunista uralom alatt hanyatlásnak indult. Az elmúlt fél évszázadban Hongkong a világ egyik legjelentősebb kereskedelmi és pénzügyi központjává vált – nem utolsósorban azért, mert a bezárkózó KNK rajta keresztül bonyolította külkereskedelmének nagy részét. A KNK ugyan nem ismerte el a kínai császárság által kötött ún. „egyenlőtlen szerződéseket”, tehát Hongkongot Kína elidegeníthetetlen részének tekintette, de hajlandó volt fenntartani a status quót a gyarmatot illetően.
1984-ben Kína és Nagy-Britannia közös nyilatkozatot adott ki, amelyben bejelentették, hogy az 1898-as szerződés lejártával 1997. július 1-jén a Hongkonghoz tartozó összes terület – tehát nem csak a bérbe vett Új területek, hanem a korábban „örökös tulajdonként” megszerzett szigetek is – visszatérnek Kínához. Ugyanakkor a KNK ígéretet tett arra, hogy az „egy ország – két rendszer” (一国两制, yìguó liăngzhì) elve alapján a visszatérést követő ötven éven át érintetlenül hagyja Hongkong kapitalista gazdasági és társadalmi berendezkedését. Jellemző a város gazdasági erejére, hogy az 1990-es évek közepén Hongkong GDP-je egynegyede volt az egész KNK GDP-jének. A gyarmat 1997-es visszatérése viszonylag zavartalanul megtörtént, s Hongkong jelenleg „különleges közigazgatási terület” státusával széles autonómiát élvez.
Megjegyzendő, hogy Hongkongban a kínai nyelv kantoni nyelvjárását (illetve második nyelvként az angolt) beszélik, ami nagyban eltér a KNK-ban hivatalos mandarin nyelvtől.

## Makaó
A Hongkonghoz közeli Makaó (澳門, Aomen), a 16. század óta portugál birtok volt, de csak 1887-ben vált hivatalosan a portugál gyarmattá. Gazdasági jelentőségét a 20. századtól elsősorban a turizmus és a szerencsejátékok, kaszinók adták. Hongkong visszatéréséhez kapcsolódóan 1987-ben a portugál kormány lemondott Makaóról, így a négymilliós, gazdag város 1999. december 20-án visszatért Kínához, amelynek Hongkonghoz hasonlóan "különleges gazdasági körzete" lett.

## Tajvan
A jelenleg 21 milliós lakosságú Tajvan a 17. század végétől Kínához tartozott, de 1895-től egészen 1945-ig Formosa néven japán fennhatóság alatt állt. 1949-ben a kommunisták és a nacionalisták (国民党, Guómíndăng, „Nemzeti Párt”) polgárháborújának végén a vesztes Kuomintang-hadsereg és kormányzat Tajvan szigetére menekült, s ott rendezkedett be. Mivel a Kuomintang álláspontja szerint a Tajvanra menekült kormány az 1912-ben kikiáltott Kínai Köztársaság legitim képviselője, Tajvan saját magát hivatalosan Kínai Köztársaságnak nevezi. A kommunista Kína Tajvant saját tartományaként tartja számon, de ténylegesen nem gyakorol felette ellenőrzést. A KNK egyik távlati célja az, hogy visszaszerezze az uralmat a „szakadár tartomány” felett, míg a jelenlegi tajvani kormányzat igyekszik fenntartani a status quót. Bár a két kormány viszonya meglehetősen ellenséges, az utóbbi években számottevően javultak a két fél közötti gazdasági kapcsolatok, a KNK-ba érkező külföldi tőke jelentős része tajvani eredetű, s a Tajvani-szoros két partját ma már erős gazdasági és személyes szálak fűzik egymáshoz.

## Galéria

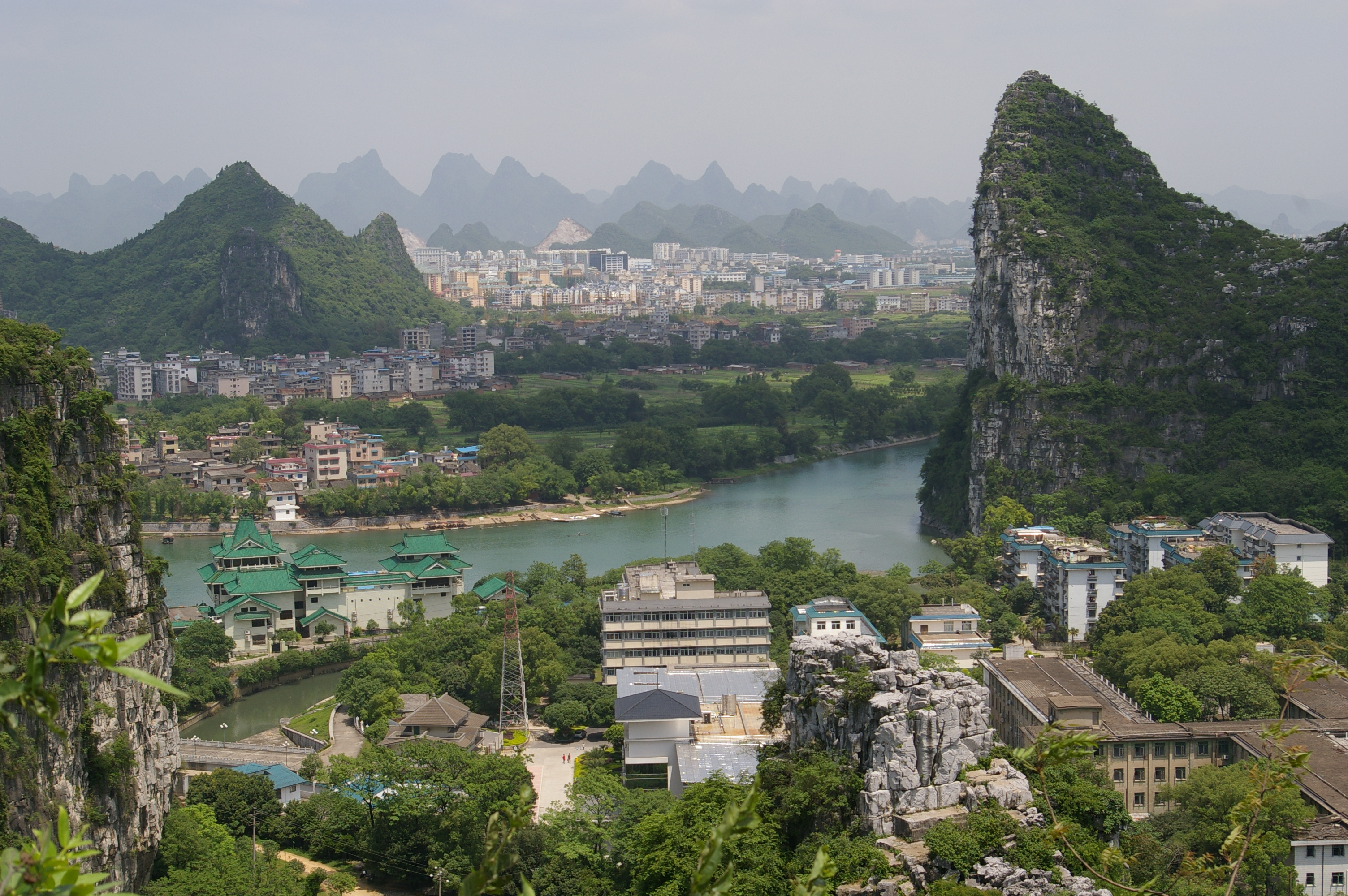
Kujlin (Guilin) hegyei az ország déli részén
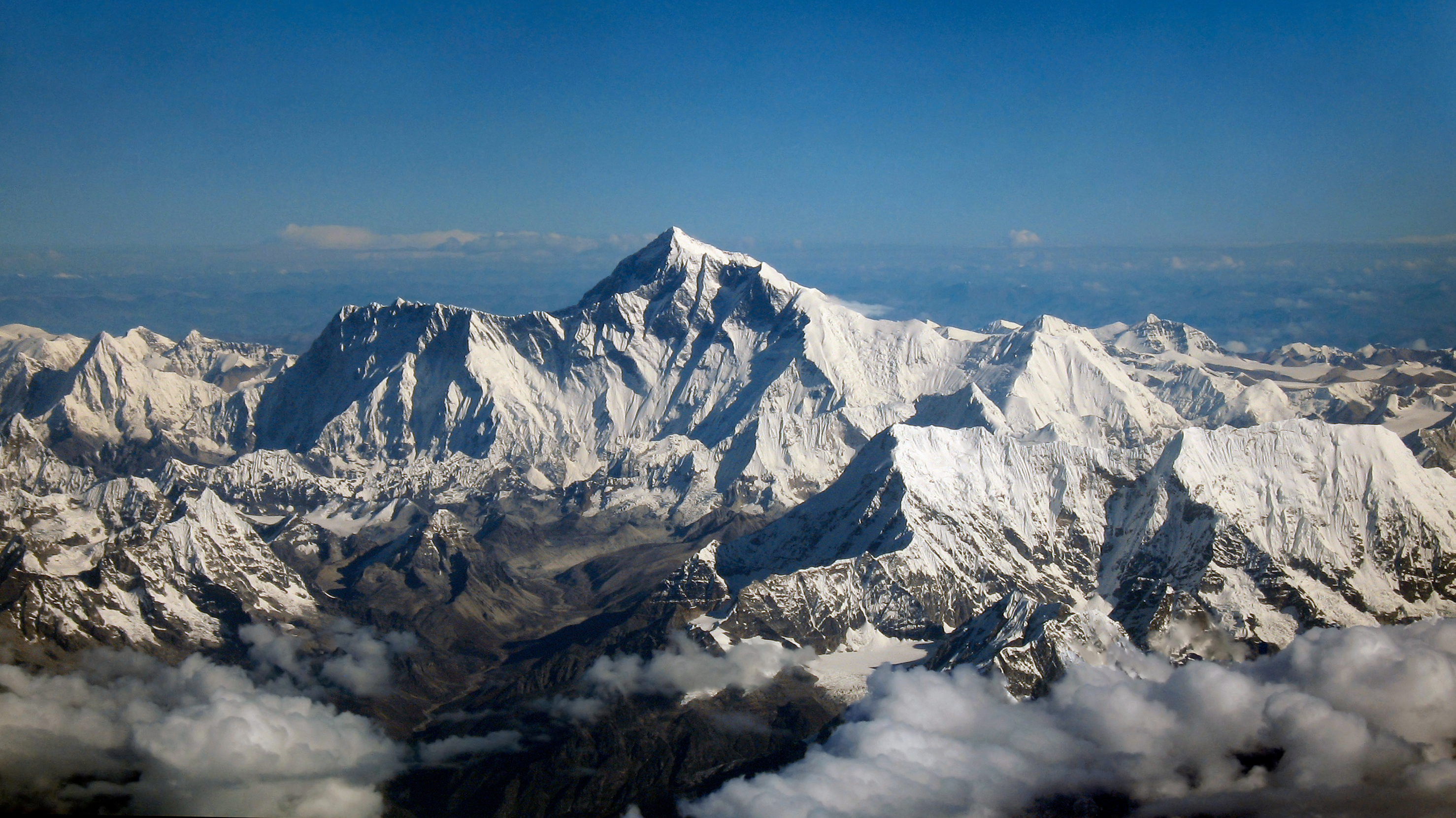
Csomolungma
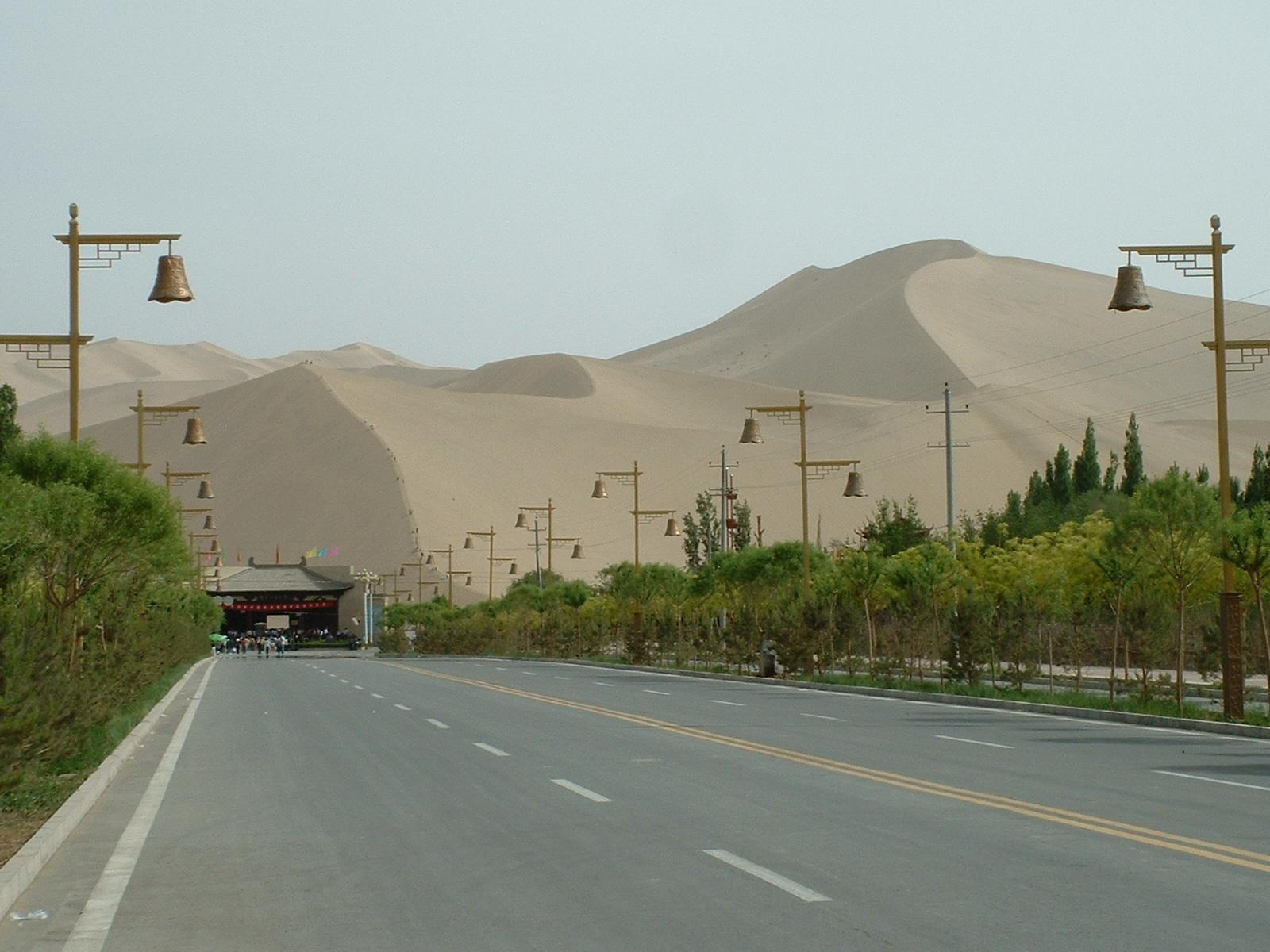
Homokdűnék Dunhuang mellett
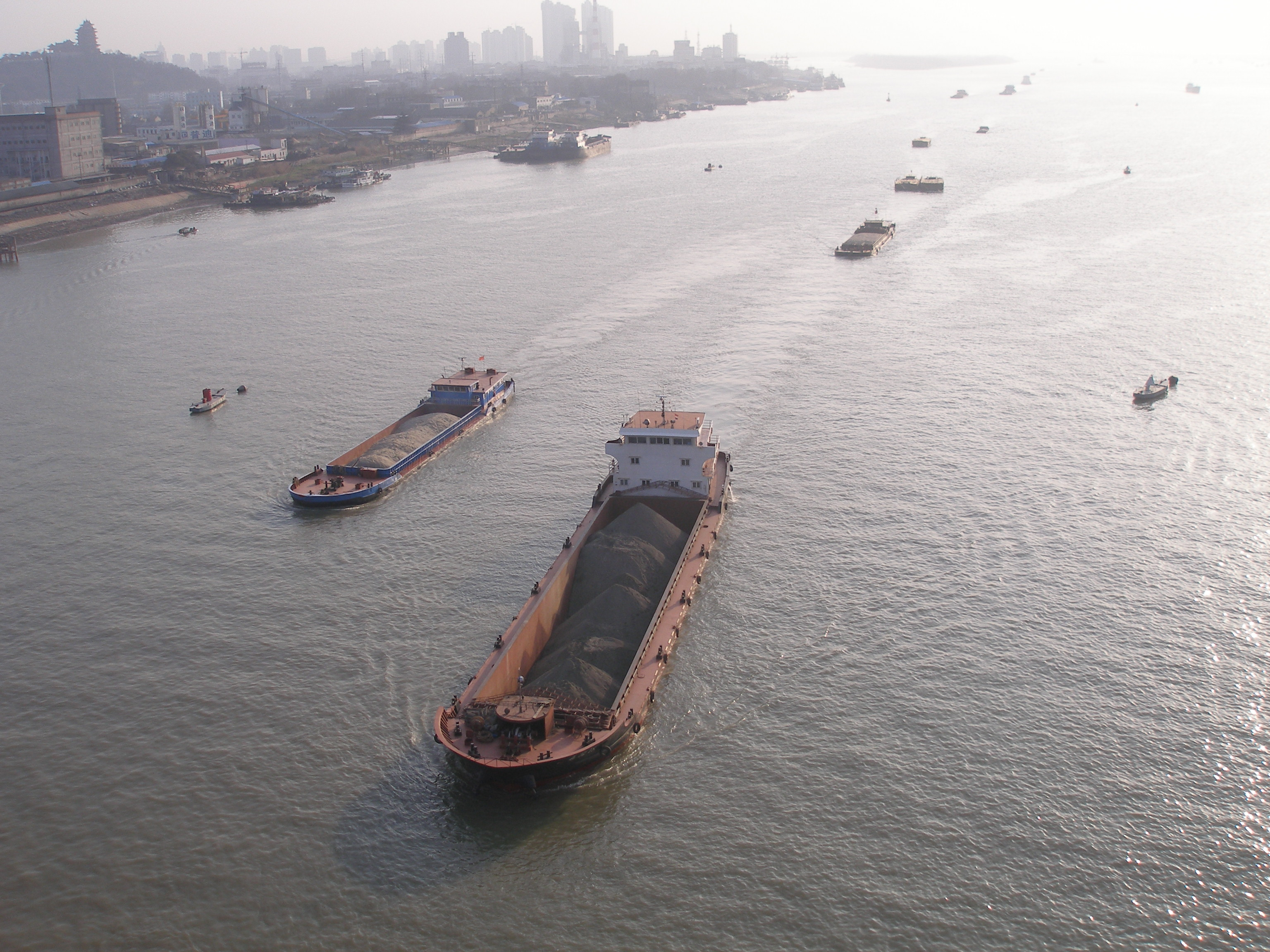
A Jangce Nankingnál

## Kapcsolódó szócikk
- Mongólia földrajza
- Mongólia geológiája